# TCL (Réseau de transports en commun)
Pour les articles homonymes, voir TCL.
TCL, anciennement Transports en commun lyonnais (TCL) est le nom commercial du réseau de transport en commun desservant 72 communes du Rhône et de la Métropole de Lyon. SYTRAL Mobilités est l'autorité organisatrice et le propriétaire de la marque « TCL ».
Le réseau urbain de la Métropole de Lyon est exploité depuis le 1er janvier 2025 par Keolis Bus Lyon pour les bus, RATP Dev Lyon pour les tramways et métros et RATP Dev et Les Yachts de Lyon pour la navette fluviale, dans le cadre d'une délégation de service public.
Auparavant, le réseau était exploité intégralement par la société privée Keolis Lyon (nouveau nom de la SLTC depuis 2005), filiale du groupe Keolis, dans le cadre d'une délégation de service public renouvelée en 2011 et 2017.
Cette exploitation inclut 4 lignes de métro, dont 2 lignes automatiques et 1 ligne à crémaillère, 2 lignes de funiculaire, 1 ligne de navette fluviale, 7 lignes de tramway, 148 lignes de bus dont 28 lignes fortes et 9 lignes de trolleybus, 3 lignes de nuit Pleine Lune, ainsi que du transport à la demande.
Le 1er septembre 2025, l'ancien réseau Transports en Commun Lyonnais fusionnera avec les deux autres réseaux de SYTRAL Mobilités : Les cars du Rhône et Libellule sous la marque « TCL » : sigle signifiant désormais T pour Transports en Commun Lyonnais, C pour Cars du Rhône et L pour Libellule. Cette unification a pour but de proposer un service plus large, couvrant ainsi l'ensemble du département du Rhône et de la Métropole de Lyon. Le nouveau réseau TCL aura ainsi une nouvelle gamme tarifaire unifiée et zonée.

## Histoire

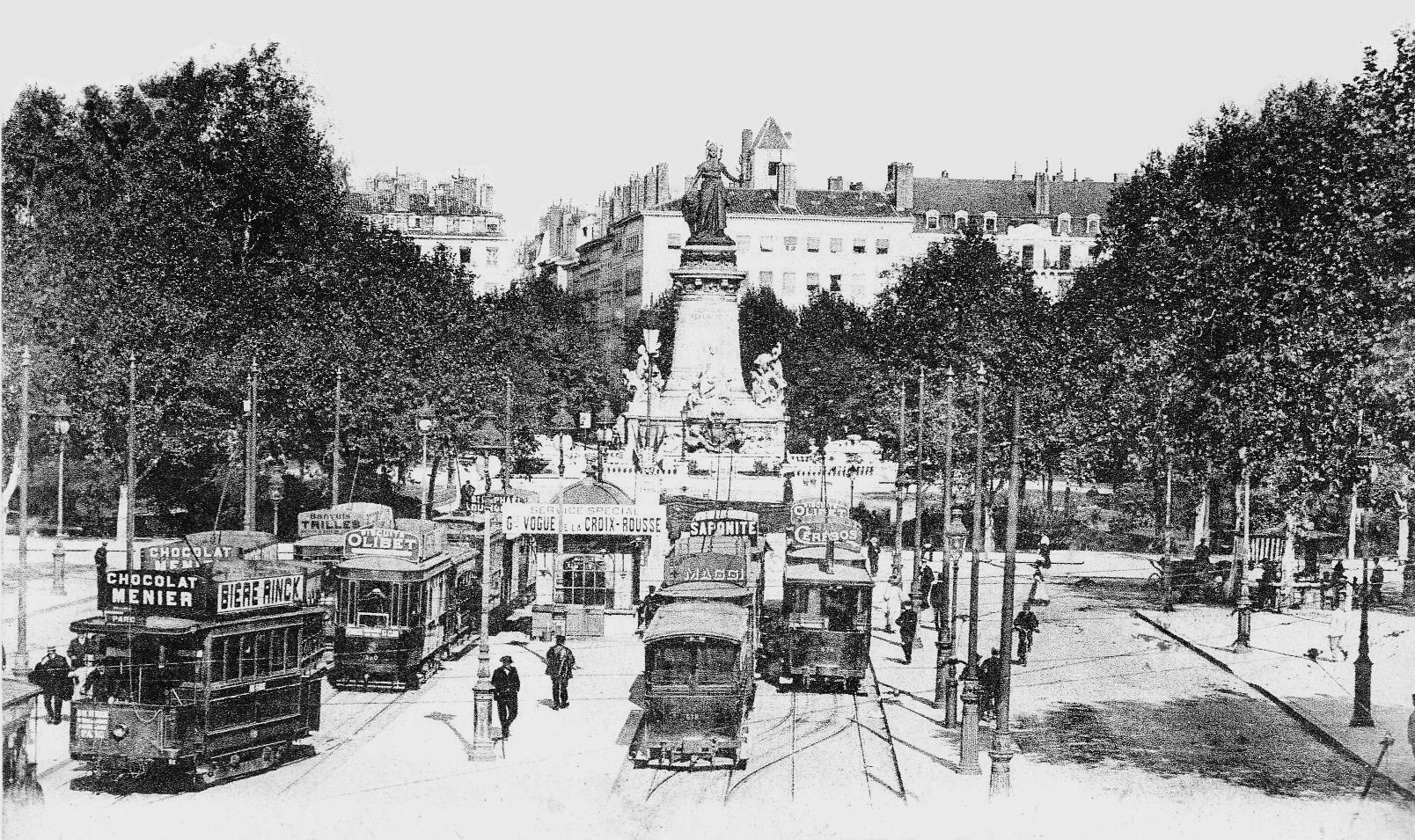
Le terminus de Perrache au début du XX : la station des tramways.

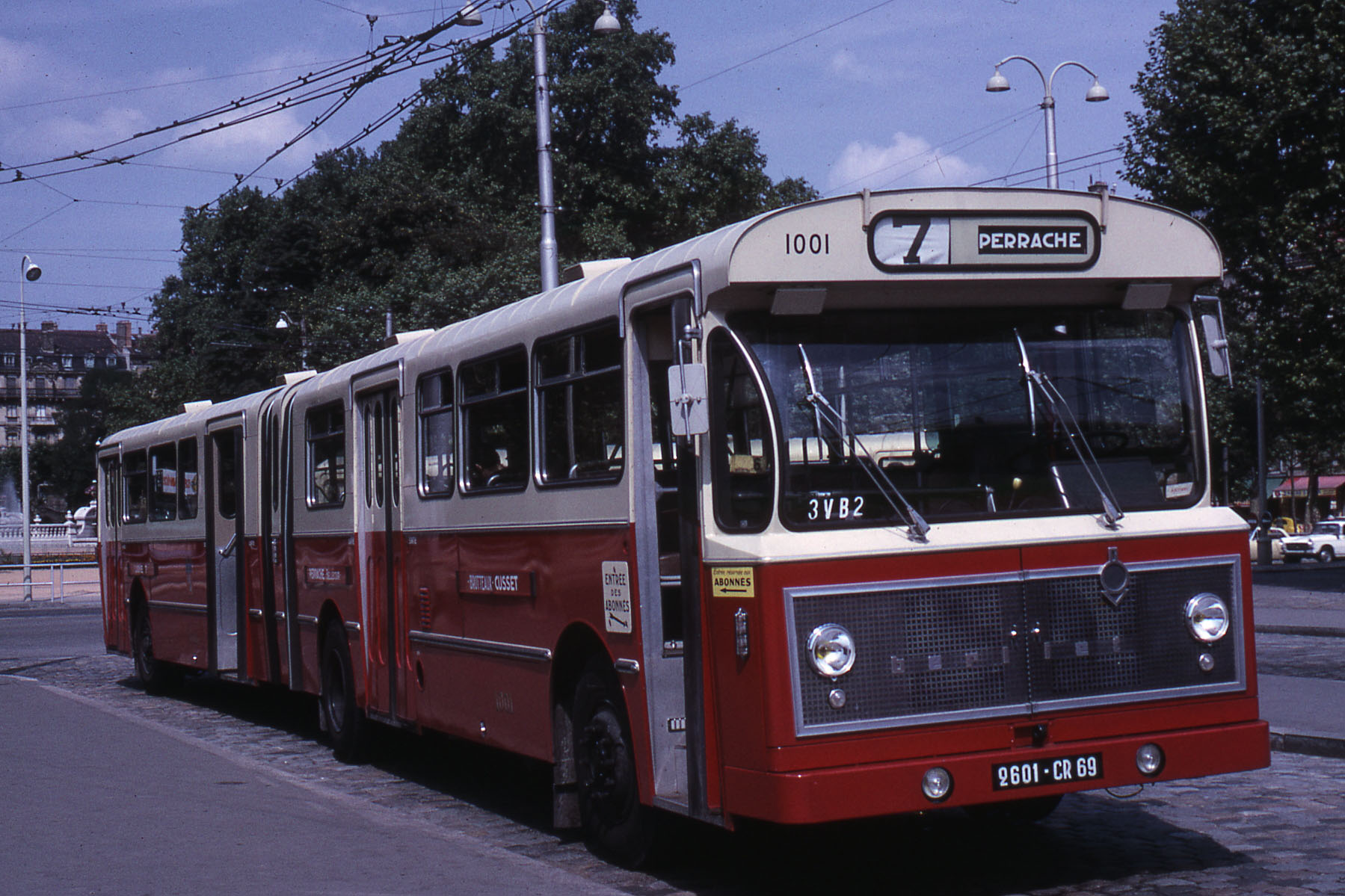
Un Berliet PH12/180 sur la ligne 7 (Perrache - Cusset) en 1967.

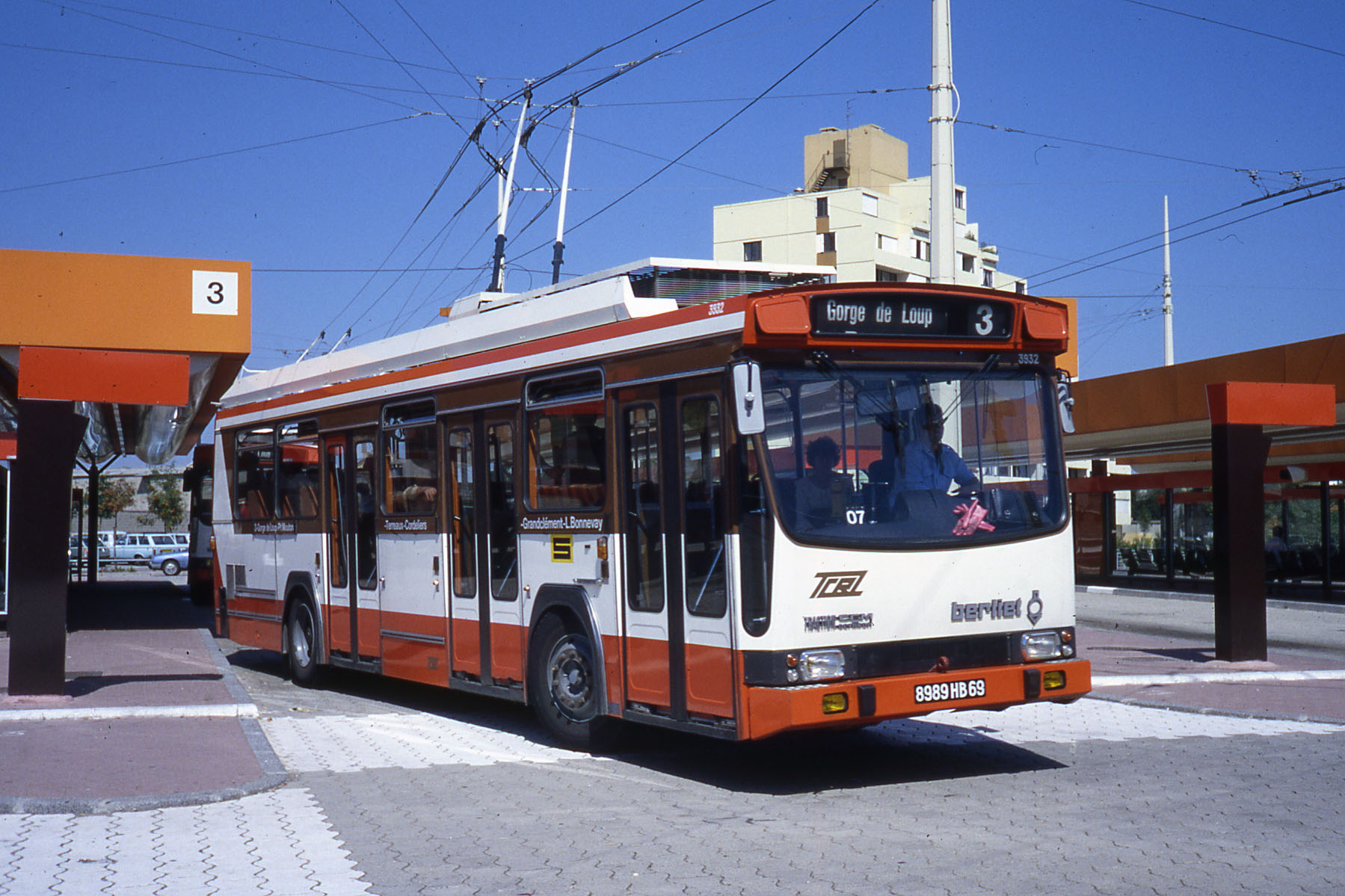
Un Berliet ER 100 sur la ligne 3 (Gorge de Loup ou Gare St-Paul - Laurent Bonnevay) en 1980.

### XIXesiècle
En 1855, un service d'omnibus est créé et exploité par la Compagnie lyonnaise d'omnibus (CLO), qui disparaît en 1877 en raison de difficultés financières. Cette compagnie fut créée par trois entrepreneurs parisiens, MM. Lehon, Lacroix Saint-Pierre et Delahante et récupéra les réseaux de plusieurs compagnies préexistantes. Elle fut chargée également par le préfet du Rhône, Claude-Marius Vaïsse, de proposer la mise en place d'un réseau de tramway mais ce projet n'aboutit pas,.
En 1862, la première ligne de funiculaire est créée, le funiculaire de la rue Terme.

Ancien logo de la SLTC.

La Compagnie des Omnibus et Tramways de Lyon (OTL) est fondée le 21 juin 1879. Elle exploite la première ligne de tramway du réseau, mais d'autres compagnies créent à leur tour leur réseau, mais ces compagnies furent au fil des ans en proie à des difficultés financières, elles sont toutes rachetées par l'OTL :
- La Société des tramways d'Écully (STE) le 1er juillet 1899 ;
- La Nouvelle lyonnaise de tramways (NLT, ex-Compagnie lyonnaise des tramways ou CLT) le 29 août 1906 ;
- Le Fourvière-Ouest Lyonnais (FOL) le 1er janvier 1911.

### XXesiècle

#### Avant-guerre
Le 1er janvier 1923, le département du Rhône récupère le tramway Lyon-Neuville et en confie l'exploitation à l'OTL.
Entre 1925 et 1938, un réseau d'« Électrobus » est exploité, d'abord en régie par la ville de Lyon, puis par les cars Lafond.
Les premiers autobus apparaissent en 1931 en remplacement de certains services de lignes de tramways périurbaines. Les premiers trolleybus apparaissent en 1935 en remplacement des tramways sur la ligne entre Lyon et Francheville.
Le 12 juillet 1939, un périmètre des transports urbains est défini par arrêté préfectoral et interdit aux autocars privés de doublonner les lignes de l'OTL.

#### Après-guerre
Le réseau de tramway est progressivement supplanté par les autobus et trolleybus et disparaît en 1957. Le réseau de trolleybus décline à son tour jusqu'aux années 1970, supplanté par le tout-automobile, mais certaines lignes subsistent.

#### Années 1960
En 1964, période de début du projet  du métro, le comité du Syndicat des Transports en Commun de la Région
Lyonnaise (STCRL) s’est tourné vers la SOFRETU, filiale ingénierie de la RATP, pour les études prospectives sur le réseau de Lyon, qui plus tard va utiliser un système d'automatisation de l'exploitation des trains. Mais en 1968, se créée la Semaly, qui se posait en concurrente de la SOFRETU, ce qui n’a pas contribué à de bons rapports de travail ni aux transferts de compétences et de savoir-faire espérés.
Le 6 juillet 1971, après redéfinition du périmètre des transports en commun, le syndicat des TCRL devient l'autorité organisatrice à l'intérieur du périmètre de la COURLY, créé en 1969.
Le 1er janvier 1974, le monopole de la desserte des communes de la COURLY est attribué par arrêté ministériel au syndicat des TCRL. Les lignes des cars Lafond (TUL) sont rachetées et leur exploitation est confiée à la société TCL, suivie le 2 mai suivant des lignes des cars Philippe desservant Saint-Priest. Durant cette décennie, de nouvelles lignes de trolleybus sont créées et le réseau voit l'apparition en 1974 de la première ligne de Métro, la C, par transformation du funiculaire de Croix-Paquet puis en 1978 l'ouverture des lignes de métro A et B. Le réseau de bus est adapté et le réseau TCL continue de se développer. La ligne D du métro ouvre en 1991, les deux tiers du réseau de bus sont modifiés à ce moment. Le tramway fait son retour en 2001 et continue de se développer durant les années 2000.

### XXIesiècle
Le 1er janvier 2007, le Grand Lyon intègre les communes de Givors et Grigny ainsi que les 5 lignes du réseau Gibus.
Le 29 août 2011, le réseau d'autobus est intégralement restructuré.
Le 31 août 2015, le réseau s'étend aux huit communes de la communauté de communes de l'Est lyonnais, incluant les quatre lignes régulières du réseau Les cars du Rhône desservant ce secteur et marque la création d'une desserte de l'aéroport de Lyon-Saint-Exupéry par le réseau TCL (supprimée au bout de quelques mois au motif de concurrence déloyale au service Rhônexpress).
En 2016, une expérimentation de transport par minibus électrique entièrement autonome (sans chauffeur) dont Keolis, exploitant du réseau TCL, est partenaire est menée dans le quartier de la Confluence. Cette première mondiale permet de relier la Darse, près de l’arrêt de tramway Hôtel de Région - Montrochet au passage Magellan en 10 minutes et 1,3 km, via les arrêts Passerelle, Les Salins et la Sucrière. Le matériel roulant utilisé est conçu par la société Navya basée à Villeurbanne.

## Le réseau

Les lignes de métro, tramway, funiculaire et navette fluviale en 2025.

Le réseau TCL dessert les différentes communes de l'agglomération lyonnaise via un réseau composé de différents modes de transports, dont certains sont très peu présents en France, comme le funiculaire et le trolleybus, ou le métro à crémaillère.
Le réseau se compose de :
- Quatre lignes de métro ;
- Deux lignes de funiculaire ;
- Sept lignes de tramway, plus la ligne Rhônexpress qui ne fait pas partie du réseau TCL ;
- Une ligne de navette fluviale ;
- Cent-vingt lignes de bus régulières, neuf lignes de trolleybus, 2 lignes de transport à la demande, 3 lignes de nuit Pleine Lune et plus d'une centaine de lignes scolaires « Junior Direct ».

L'ensemble des lignes de métro, tramway et funiculaire représente une longueur totale d'environ 95 km, le réseau de bus et de trolleybus représentant une longueur totale d'environ 2 500 km.
TCL a été sélectionné « Meilleur réseau de France » par l'UFC-Que Choisir en mars 2008 sur les 22 réseaux des villes de plus de 250 000 habitants. Parmi les qualités du réseau, selon l'UFC, on peut citer :
- des bus 24h/24 grâce aux navettes de nuit "Pleine Lune",
- des véhicules relativement récents,
- un métro automatique.

En 2011, c'est la revue Ville Rail et Transports qui décerne à Lyon le « Pass d'argent » récompensant ses efforts en matière de mobilité, notamment en ce qui concerne les transports en commun.

### Métro

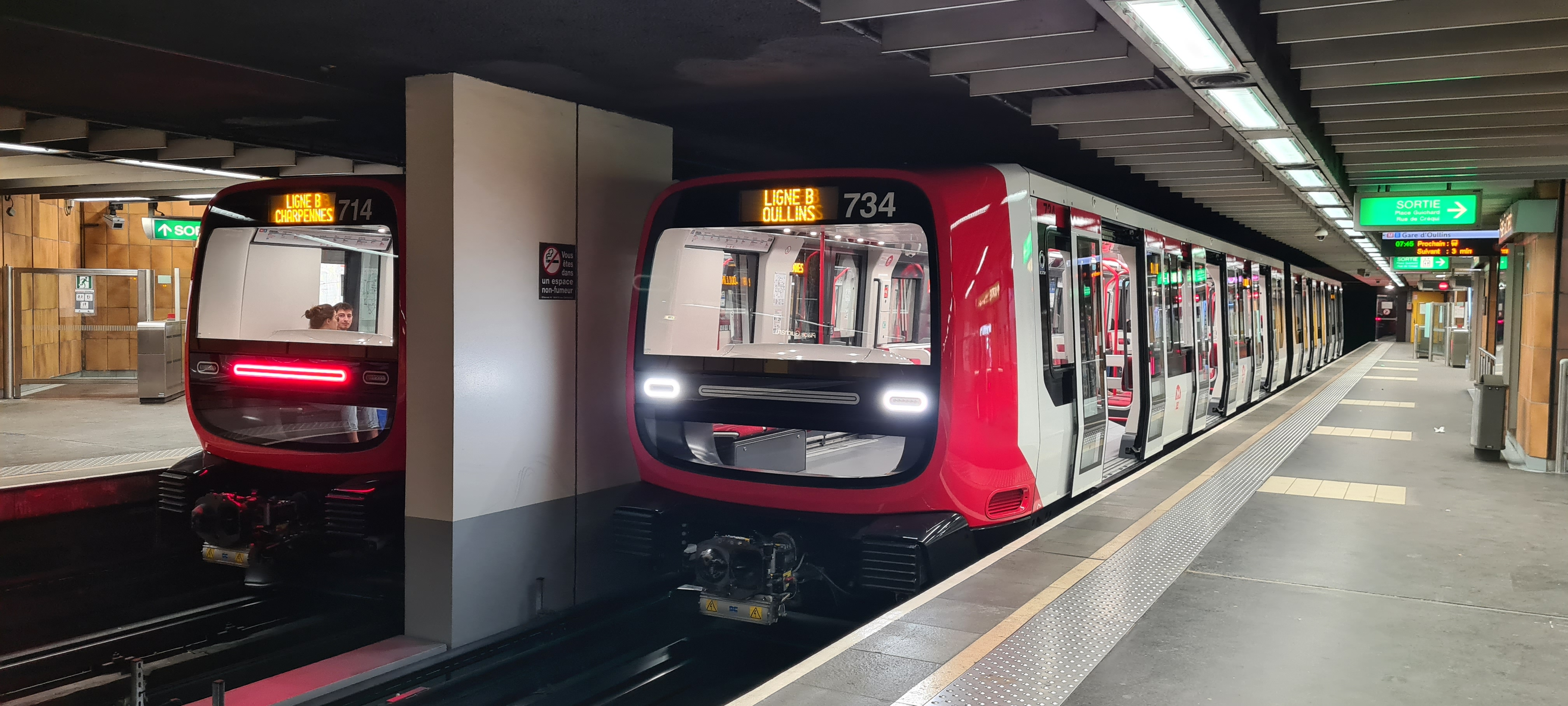
Rames automatiques du métro B.

Le métro de Lyon fonctionne depuis 1974. Il comprend quatre lignes dont certaines présentent des caractéristiques spécifiques :
Les lignes A et B ont été inaugurées en 1978. La ligne A n'a subi qu'un seul prolongement en 2007 hors que la ligne B en a subi quatre en 1981, 2000 et 2013 et en 2023. Les trente-deux rames MPL 75 des lignes A et B sont remisées aux ateliers de la Poudrette (UTM - Unité de Transport Métro) à Vaulx-en-Velin. Un prolongement de la ligne B a débuté le 4 décembre 2019 ajoutant deux nouvelles stations à la ligne : Oullins Centre et  Saint-Genis-Laval Hôpital Lyon Sud. Ce prolongement est effectif depuis le 20 octobre 2023.
La ligne C a été inaugurée en 1974 et a subi deux prolongements en 1978 et 1984. Il s'agit d'une ligne de métro à crémaillère (unique au monde) créée en remplacement d'un ancien funiculaire ouvert en 1891 et fermé en 1972. Les cinq rames MCL 80 sont remisées aux ateliers d'Hénon (UTMC - Unité de Transport Métro Ligne C et Funiculaires) dans le 4e arrondissement de Lyon.
La ligne D a été inaugurée en 1991. La ligne D a subi deux prolongements en 1992 et 1997. Cette ligne a la particularité d'être le premier métro automatique à grand gabarit au monde, bien avant la ligne 14 du métro de Paris. Le système de pilotage automatique se nomme «MAGGALY» (Métro À Grand Gabarit de l'Agglomération Lyonnaise). Les trente-six rames MPL 85 sont remisées aux ateliers du Thioley (UTMD - Unité de Transport Métro D) à Vénissieux. A noter que cette ligne est la plus importante du réseau, transportant à elle seule plus d'un quart des passagers journaliers.
Les 4 lignes de métro ont enregistré 205 590 000 voyages en 2017.
La ligne B est intégralement automatique depuis le 25 juin 2022. Il s'agit de la deuxième ligne de métro de France à bénéficier d'une telle conversion, après la ligne 1 du métro parisien en 2012.

### Funiculaire

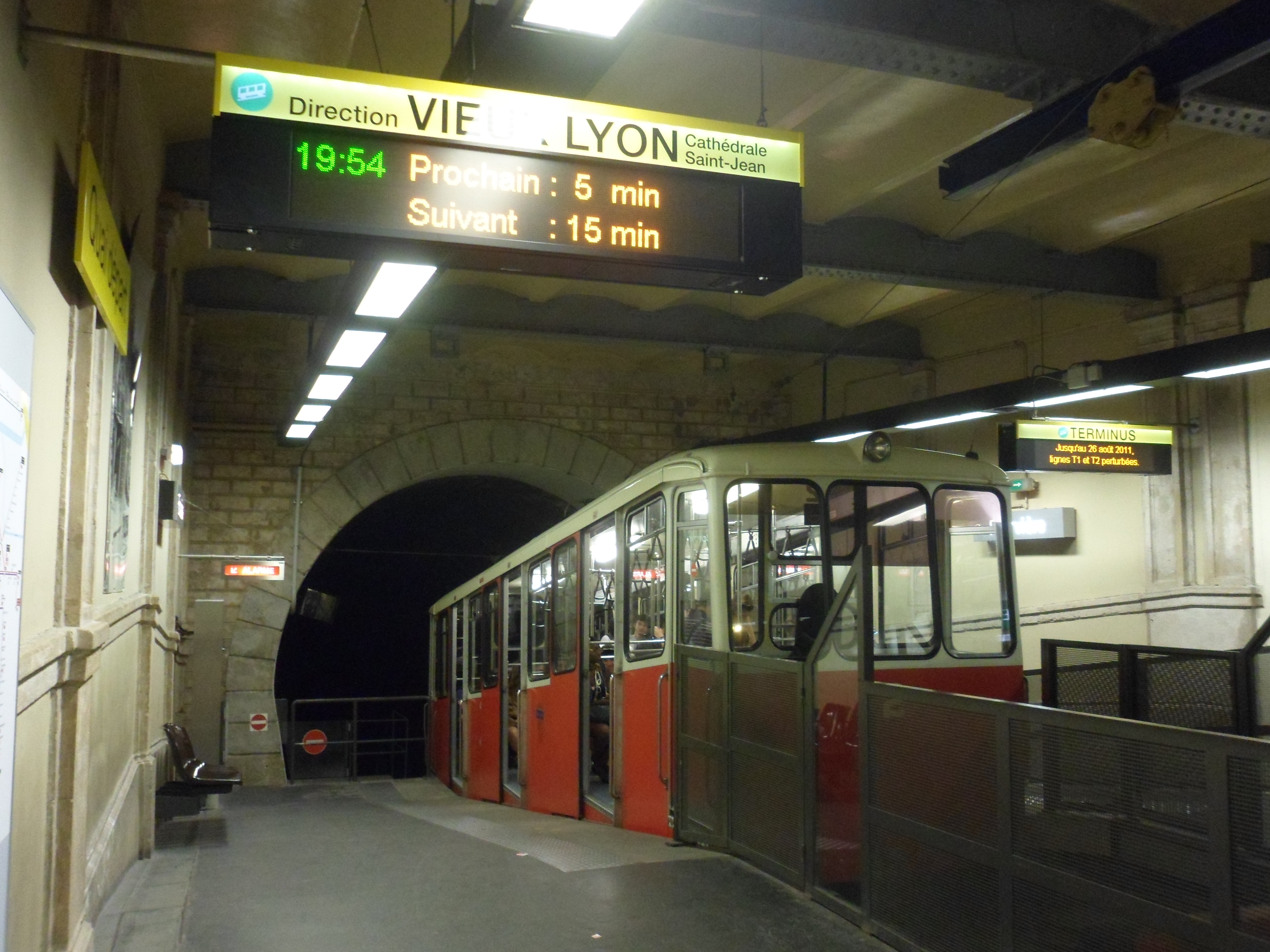
Funiculaire F2 à la station Fourvière, terminus de la ligne au point haut de la colline de Fourvière à Lyon.

Le réseau de funiculaires de Lyon se compose de deux lignes, non indicées jusqu'au 29 août 2011, surnommées « ficelles », desservant Saint-Just pour la ligne F1 et Fourvière pour la ligne F2. Si le premier funiculaire de Lyon date de 1862 et était situé sur la colline de la Croix-Rousse (Funiculaire de la rue Terme). L'actuelle ligne C du métro emprunte le tracé de l'ancien funiculaire de la Croix-Rousse. Il y eut jusqu'à cinq funiculaires en service en même temps au tournant des XIXe et XXe siècles.
Ces funiculaires sont à voie unique, avec évitement central au milieu de la ligne. Pour la ligne F1, cet évitement correspond à la station Minimes. Pour la ligne F2, le croisement se fait sans arrêt. Le trajet du funiculaire F2 se fait sur environ 400 mètres avec une pente à 31 %.
Celui du funiculaire F1 se fait sur 700 mètres environ avec une pente de 18 % entre les stations Saint-Jean et Minimes, et 6 % entre les stations Minimes et Saint-Just.
Depuis le classement du centre de la ville de Lyon au patrimoine mondial de l'humanité en 1997, les funiculaires connaissent une augmentation de la fréquentation touristique.
Par ailleurs l'ancien funiculaire de Croix-Paquet, rénové et converti en chemin de fer à crémaillère, a été intégré en 1974 à la ligne C du métro de Lyon.
Les 2 lignes de funiculaire ont enregistré 4,715 millions de voyages en 2017. Le déploiement de la 4G a également été effectué dans toutes les stations de métro et funiculaire et est en cours dans les tunnels.

### Tramway

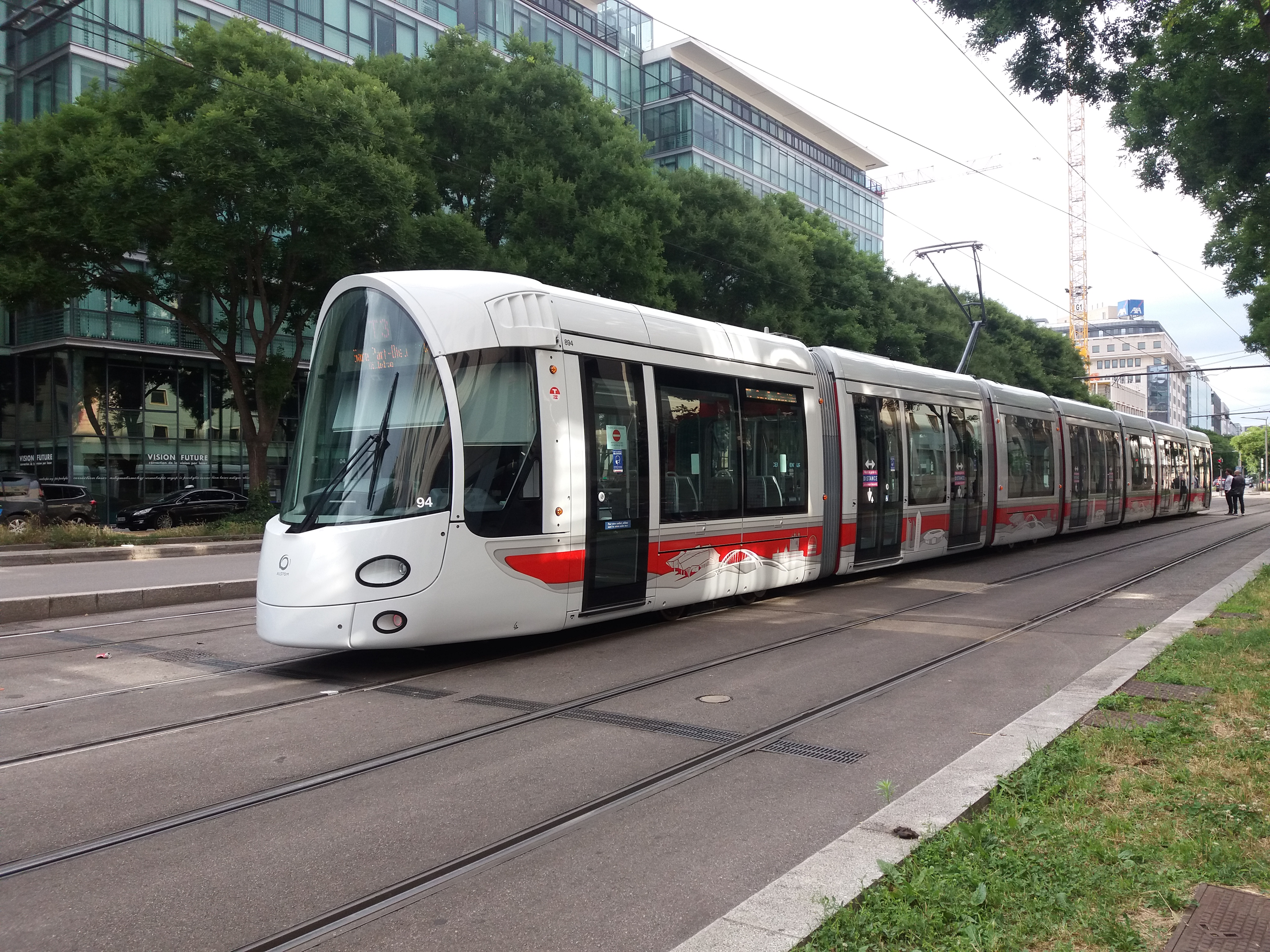
Rame du tramway T3.

L'ancien réseau de tramway fonctionna de 1879 à 1957 et compta plus de trente lignes à son apogée.
Le tramway de Lyon a été remis en service en janvier 2001. Il comprend huit lignes, mais seules sept font partie du réseau TCL :
Les lignes T1 et T2 ont été inaugurées le 1 janvier 2001. La ligne T1 a bénéficié de deux prolongements : Un en septembre 2005 de Perrache a Montrochet et un deuxième en février 2014 de Montrochet a Debourg, la ligne T2 a été prolongée en octobre 2003 de Porte des Alpes a Saint Priest - Bel Air, et aussi en mars 2021 quand son terminus a été reporté à la station Hôtel de Région Montrochet. Trente-sept rames Citadis 302 des lignes T1 et T2 sont remisées au Centre de maintenance de la Porte des Alpes (UTTR - Unité de transport tramway) à Saint-Priest. Depuis le 5 février 2024, les quais des stations des lignes T1 et T2 subissent un allongement pour permettre, dès 2025, l'utilisation en bi-mode de rames courtes (Citadis 302) et de rames longes (Citadis 402), pour mieux s'adapter au flux de voyageurs.
La ligne T3 a été inaugurée en décembre 2006. Aussi appelée «LEA», elle reprend le tracé de l'ancien chemin de fer de l'Est de Lyon. Les dix-neuf rames Citadis 402 sont remisées au Centre de maintenance de Meyzieu ZI (UTTL - Unité de Transport tramway LEA) à Meyzieu qui accueille aussi dix rames de la ligne T1. La ligne T3 a été prolongée en 2014 de Meyzieu - ZI a Meyzieu - Les Panettes, et équipée début 2016 d'un débranchement à 4 voies pour la desserte du Groupama Stadium, qui devient plus tard une ligne a part entière appelé T7 au départ de Vaulx en Vélin - La Soie.
La ligne T4 a été inaugurée en avril 2009. Elle a été prolongée au nord en septembre 2013 de Jet d'eau - Mendes France a La Doua - Gaston Berger en suivant le trajet de la ligne T1. Les seize rames Citadis 302 sont remisées au Centre de maintenance de Meyzieu (UTTL - Unité de transport tramway) à Meyzieu, 7 premières rames grande capacité ont été déployées sur la ligne T4 en septembre 2018, et elle en est entièrement équipée depuis juin 2020.
La ligne T5 a été inaugurée en novembre 2012. La ligne relie Grange Branche à Eurexpo quotidiennement, un tronc commun avec la ligne T2 entre Grange Blanche et Les Alizés avant de s'en séparer. A l'origine Cette exploitation était juste un débranchement de la ligne T2, appelé T2+, qui desservait uniquement en cas d'événements a Eurexpo.
La ligne T6 est mise en service le 22 novembre 2019. Elle relie Debourg jusqu'aux Hôpitaux Est en passant par Mermoz - Pinel. À l'origine, elle était envisagée comme étant un simple prolongement du tramway T1 mais le SYTRAL a décidé d'en faire une ligne à part entière pour une meilleure visibilité auprès des usagers.
La ligne T7 est mise en service le 1er février 2021. Elle relie Vaulx en Velin-La Soie a Décines-OL Vallée.
La fréquentation totale des cinq lignes (T1 → T5) atteint 95,033 millions de voyages en 2017.
La ligne Rhônexpress a été inaugurée en août 2010. Appelée « LESLYS » durant sa construction, elle reprend le tracé de la ligne T3 et se prolonge jusqu'à l'aéroport de Lyon-Saint-Exupéry. Les six rames Stadler Tango sont remisées au centre de maintenance de Rhônexpress à Meyzieu qui est situé juste à côté de celui de la ligne T3. La ligne Rhônexpress, qui dépend aussi du SYTRAL, ne fait pas partie du réseau TCL et n'est donc pas accessible avec la tarification de celui-ci.

### Navette fluviale
Le 18 juin 2025, TCL met en service la première ligne de navette fluviale « Navigône » NAVI 1. Elle va de Confluence (seulement à des jours spécifiques) à Vaise industrie, en passant par Terrasses Presqu'ile et Subsistances. La station Confluence n'est desservie que les mercredis, samedis et dimanches ainsi que pendant les vacances scolaires.

### Autobus et Trolleybus

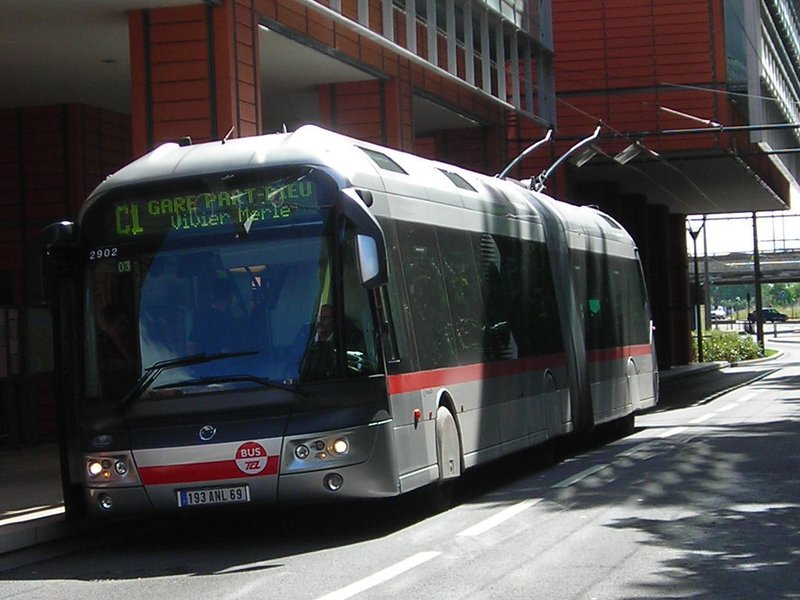
Trolleybus de la ligne C1 à la Cité internationale de Lyon.

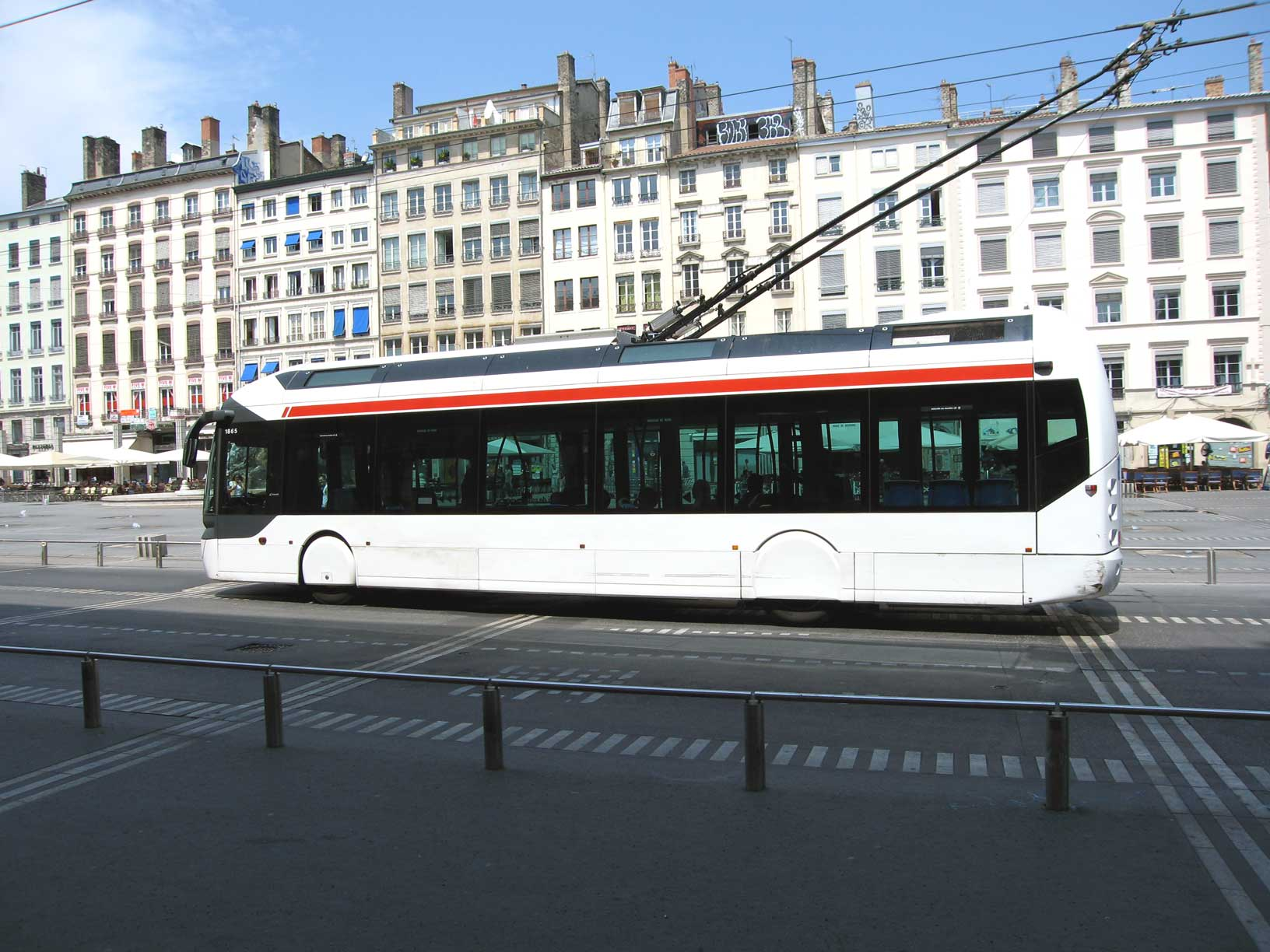
Trolleybus sur une ligne régulière, place des Terreaux (Lyon).

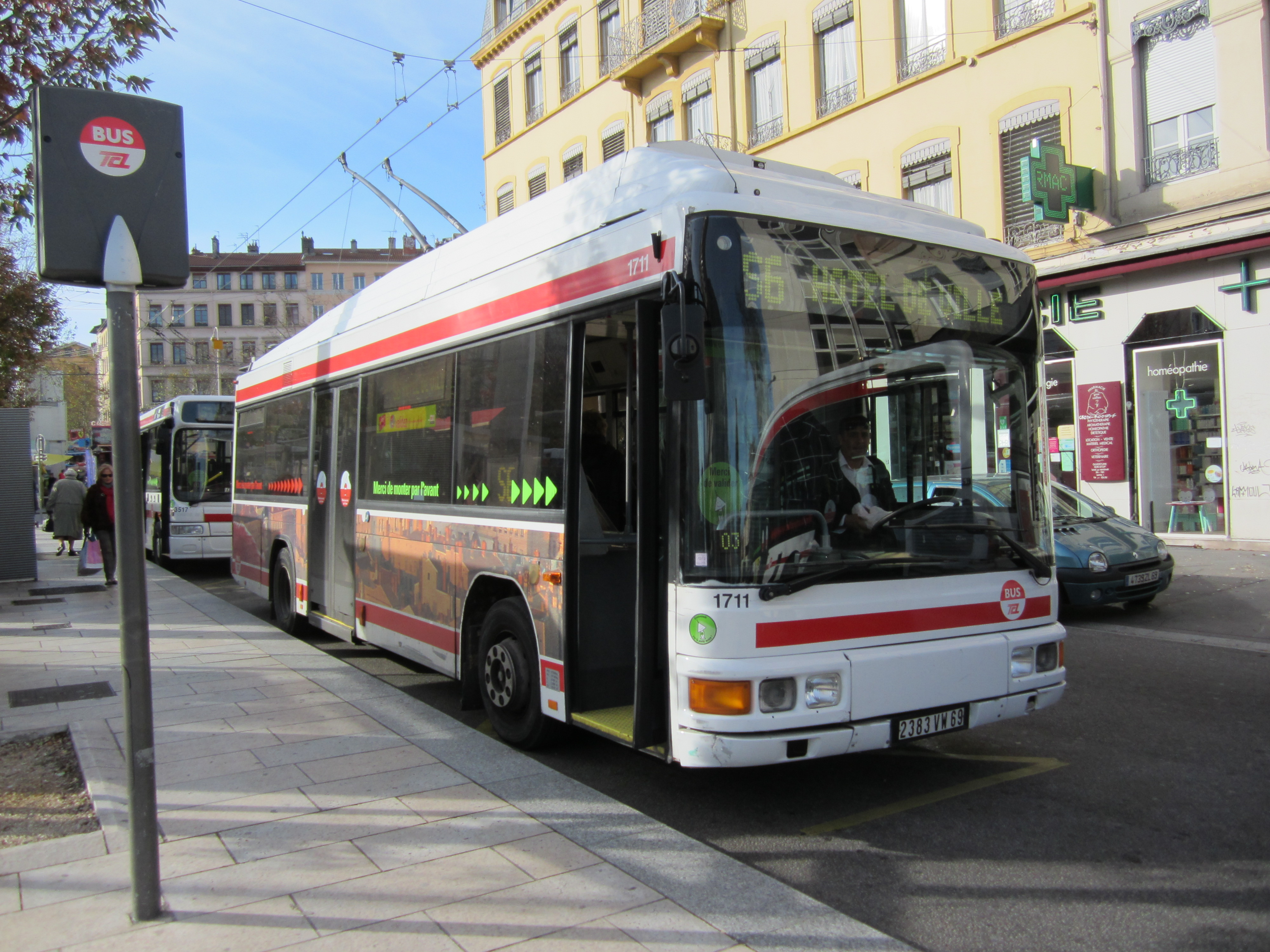
Trolleybus de la ligne S6 à Croix-Rousse.

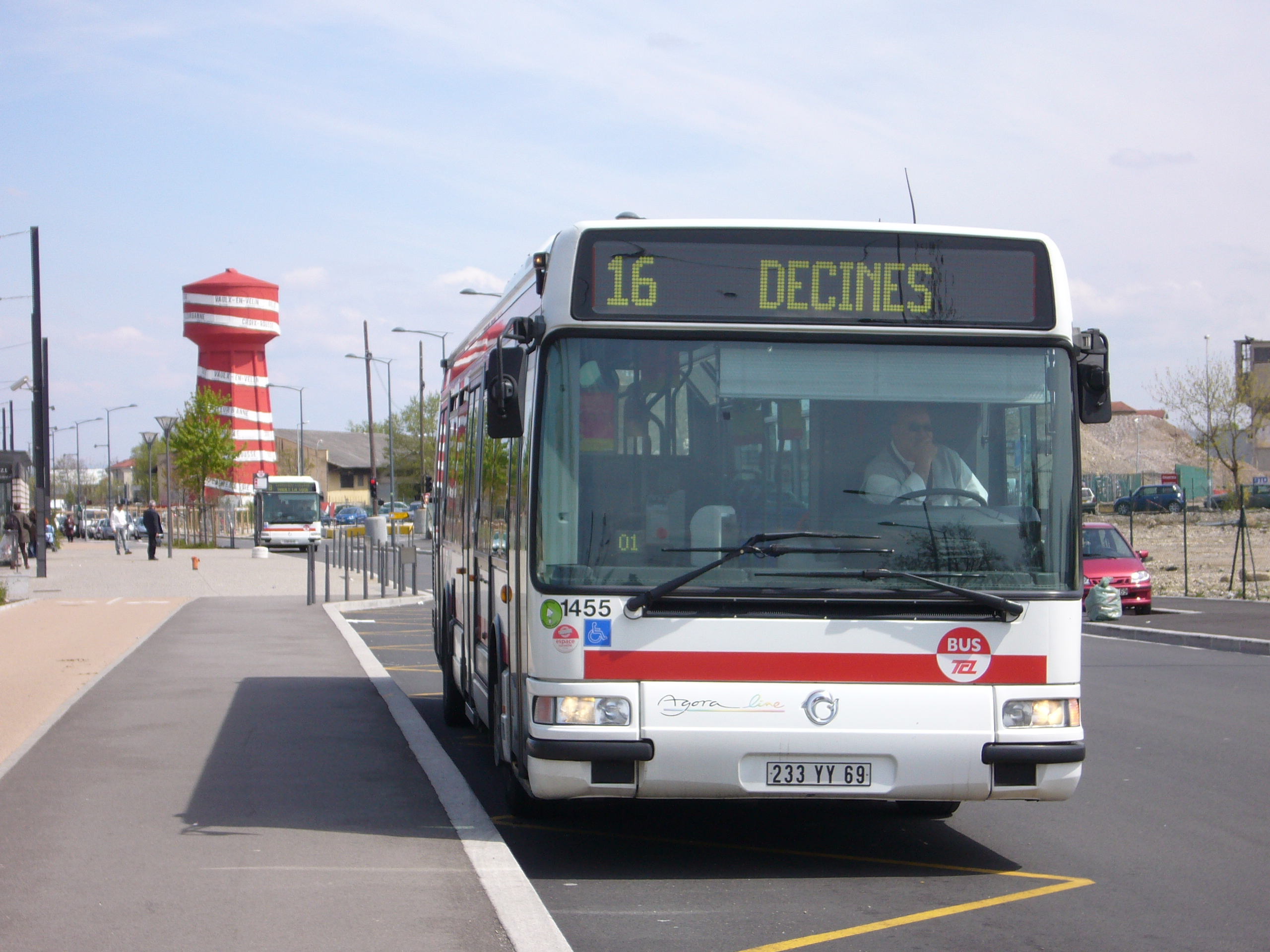
Autobus de la ligne 16 à Vaulx-en-Velin - La Soie.

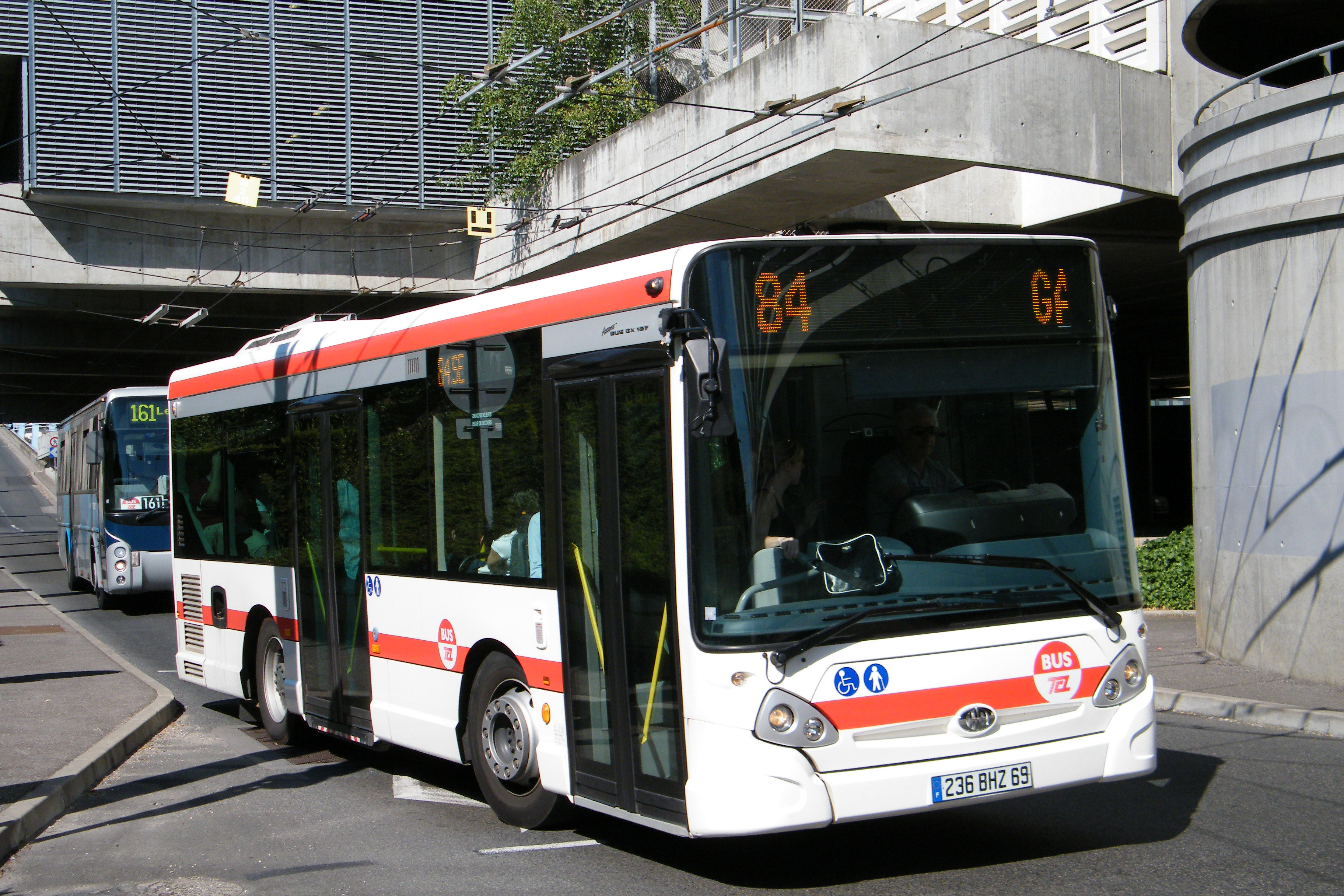
Midibus de la ligne 84 à Gare de Vaise.

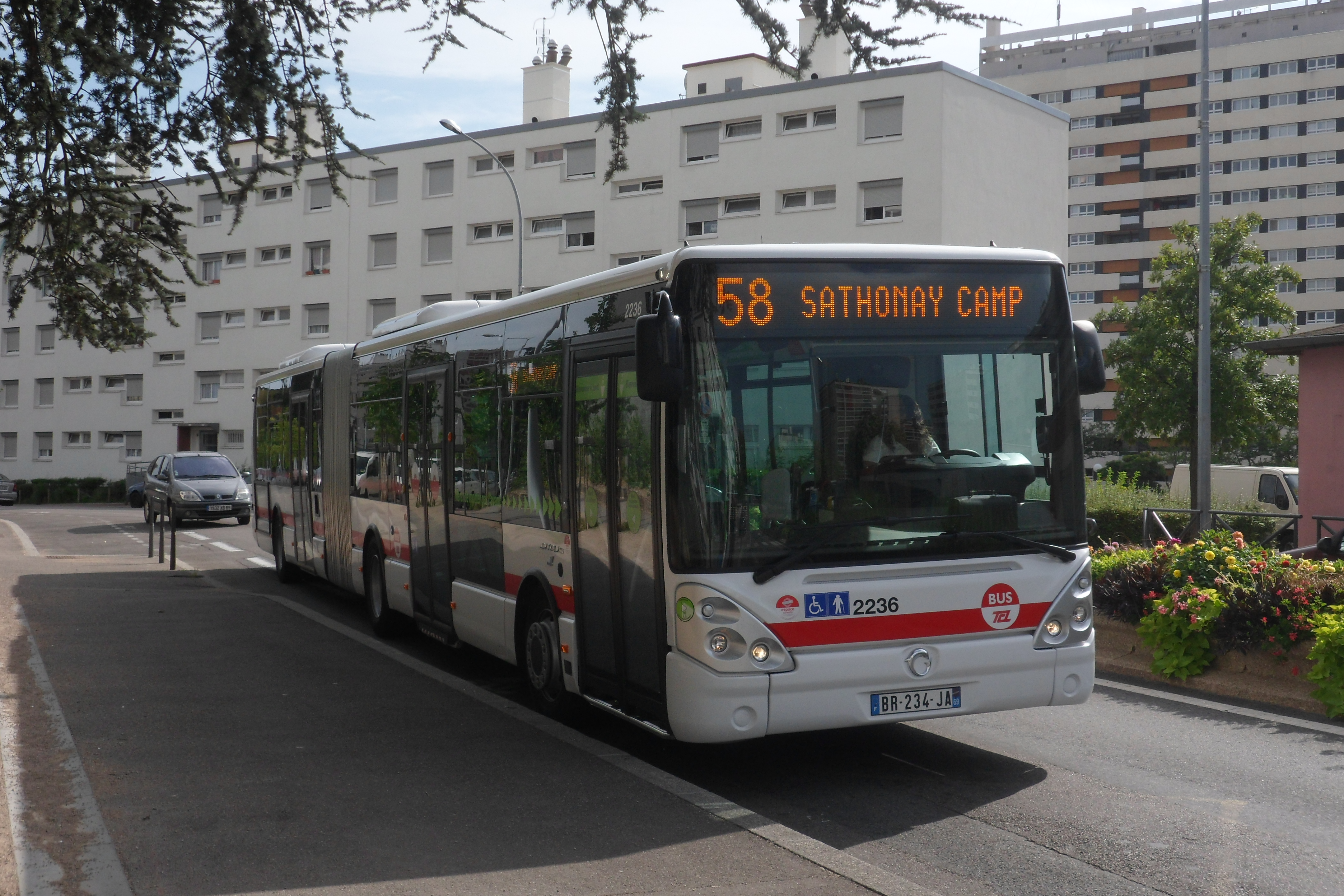
Un autobus articulé, sur la ligne 58 (actuelle C5) à Rillieux-la-Pape.

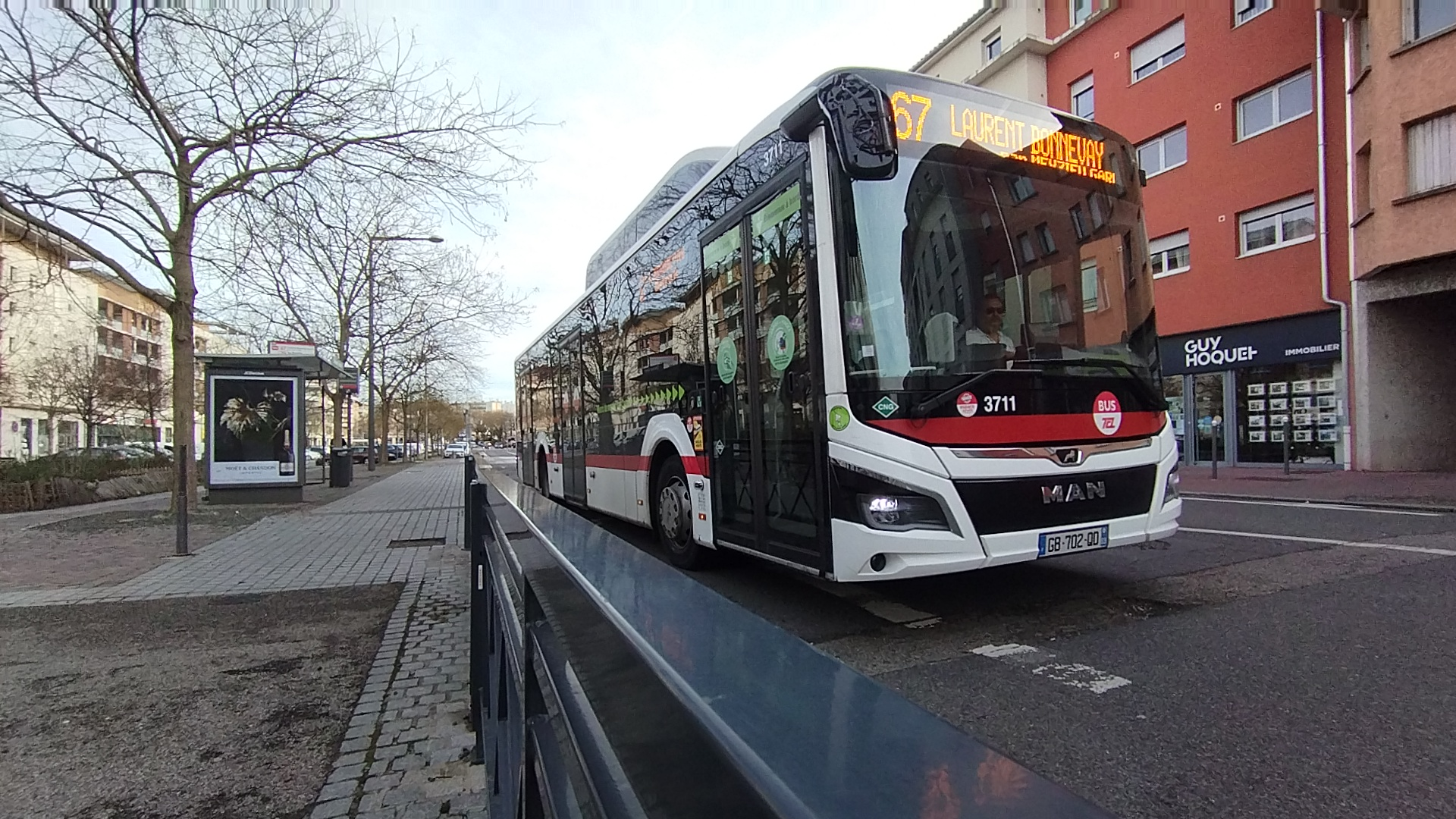
Un bus standard ligne 67 à Décines Centre.

Le réseau routier de surface des TCL se compose de 9 lignes de trolleybus et de 129 lignes d'autobus, régulières ou à la demande. Bien que largement réduit par rapport à son extension des années 1950, Lyon possède encore le plus important réseau de trolleybus de France avec ses neuf lignes, devant Limoges (5 lignes) et Saint-Étienne (2 lignes). La nuit en fin de semaine, un réseau de nuit nommé Pleine Lune est mis en place.
Depuis le mois de juillet 2006, la montée par la porte avant a été réintroduite sur l'ensemble des lignes à l'exception des lignes C1 à C3 (depuis 2022, les lignes C11 et C13 bénéficient de la même exception).
Le réseau de bus et de trolleybus de l'agglomération lyonnaise a été profondément remanié le 29 août 2011. Ce projet nommé « Atoubus » a hiérarchisé le réseau en trois grandes familles de lignes : majeures, complémentaires et spécifiques. La réorganisation du réseau s'est accompagné du retrait immédiat ou progressif des plus anciens bus du réseau à cette époque, à savoir les Renault R312, Renault Citybus, Renault PR118 et Gruau MG 36.
En novembre 2013, les lignes C24E et 73E ont été modifiées pour emprunter le nouveau site propre créé dans le cadre du projet des « Lignes express de l'ouest lyonnais » (LEOL).
La fréquentation du réseau de bus et trolleybus s'établit à 164,544 millions de voyages en 2017.

#### Lignes majeures
Les lignes majeures, anciennement «lignes fortes Cristalis», sont un ensemble de vingt-quatre lignes structurantes (à l’origine vingt-six lignes) indicées de C1 à C21 et C24 à C26, dont trois complétées par des services express (C15E, C20E et C24E), exploitées en trolleybus (Irisbus Cristalis ETB 18, à livrée spécifique, et Cristalis ETB 12) et en autobus (Irisbus Citelis 18 et Citelis 12, Iveco Urbanway 12 et Urbanway 18, MAN Lion's City GNV, en version 12 et 18m, les Heuliez GXLinium ELEC 12m, ainsi que les nouveaux IVECO Urbanway GNV (12 et 18m)).
Les lignes C1, C2, C3, C4, C11 et C13 disposent d'aménagement de voiries (portions de sites propres, priorité aux feux), d'abribus avec distributeurs de tickets à certaines stations importantes, d'écrans d'information embarquée pour les voyageurs (informations sur la ligne, les prochains arrêts, service i-TCL)... les classant en entrée de gamme du concept BHNS (Bus à Haut Niveau de Service). Les autres lignes ne disposent pas de ces équipements (priorité aux feux, écrans i-TCL...) et sont exploitées en montée par l'avant comme les lignes classiques. En revanche les véhicules très récents tels que les IVECO Urbanway 18 GNV, les Heuliez GXLinium ELEC 12m et les MAN Lion's City GNV possèdent les nouveaux écrans d'information voyageurs, comme les HESS LighTram.
L'ensemble des lignes de trolleybus, à l'exception de la ligne S6 reliant Hôtel de Ville - Louis Pradel à Croix-Rousse, font partie des lignes majeures.

#### Lignes complémentaires
Le réseau TCL compte quatre-vingt-huit lignes complémentaires aux lignes majeures exploitées en bus standards, articulés ou en midibus. Ces lignes sont numérotées de 1 à 100. En plus de ces lignes, 10 autres lignes évoluant en partie hors du périmètre TCL sont incluses dans le réseau, grâce à une intégration tarifaire.

#### Lignes spécifiques
Le réseau est complété par vingt-deux lignes spécifiques assurant des dessertes particulières.
On retrouve les treize lignes « Soyeuses », indicées S1, S2, S4 à S12, S14 et S15, assurant des dessertes locales comme des navettes communales ou de certains quartiers de Lyon.
Les six lignes « Zone industrielle », indicées Zi1 à Zi5 et Zi8, assurant en semaine et en heures de pointe la desserte des principales zones industrielles de l'agglomération lyonnaise.
Les trois lignes « Gar'Express », indicées GE2, GE4 et GE6, assurant, avec une amplitude horaire proche de celle des lignes Zi, une liaison entre les zones d'activités périphériques de l'agglomération et les gares TER les plus proches.

#### Lignes spéciales
En complément du réseau régulier, les TCL mettent en place d'autres dessertes comme des navettes événementielles ou estivales, ou des navettes « Bus relais » en autobus pour remplacer les lignes de métro, funiculaires ou tramway en cas de pannes ou de travaux.
Un réseau de plus d'une centaine de lignes scolaires, baptisé « Junior direct », est mis à disposition des scolaires pour rallier leurs établissements scolaires quand le réseau régulier n'est pas suffisant. Depuis la rentrée scolaire de septembre 2014, l'ensemble des lignes scolaires sont sous-traitées et exploitées en autocars équipés de ceintures de sécurité et principalement réservés aux collégiens et lycéens, les TCL se réservant le droit de supprimer tout service ayant une fréquentation de moins de 20 élèves.

#### Transport à la demande
Baptisé « ResaGO », ce service composé de deux lignes indicées R2 et R3 fonctionne uniquement sur réservation téléphonique et dessert des zones faiblement urbanisées ou remplace des lignes régulières en heures creuses. Il existe aussi un service « Flexo » de ligne « semi-virtuelle » fonctionnant partiellement sur réservation téléphonique en vigueur sur la ligne GE4.

#### Lignes Pleine Lune
Fonctionnant uniquement la nuit en fin de semaine, les lignes PL1 à PL3 partent de la place des Terreaux à destination des campus et résidences universitaires et permettent aux étudiants de se déplacer la nuit.

### Desserte événementielle du Stade des Lumières
Le Stade des Lumières (ou Parc Olympique lyonnais avant naming) à Décines-Charpieu se voit doté dès le 9 janvier 2016, date du premier match de football dans ce stade, d'une desserte particulière composée de navettes effectuées en tramway et autobus et dont le coût d'exploitation, est assuré par OL Groupe. Selon les estimations du SYTRAL, ce plan de desserte doit assurer le transport de 33 000 spectateurs : 12 000 en tramway, via l'infrastructure des lignes T3 et Rhônexpress, et 21 000 en bus.
Le service est déclenché 2 h 15 avant le coup d'envoi puis pendant 1 h 15 après la fin du match.
Cette desserte est déclenchée durant les événements suivants :
- Les matches de l'équipe masculine de l'Olympique lyonnais, soit 30 matches par an environ ;
- Certains matches de l'équipe féminine de l'Olympique lyonnais, soit deux matches par an environ ;
- De divers événements organisés au stade comme l'Euro 2016 (Football) et les finales des Challenge Cup et Champions Cup 2015-2016 (Rugby à XV), soit huit matches en 2016.
- Concerts (exemples ceux de Rihanna, Coldplay et Céline Dion) ;

Le dispositif déployé varie en fonction de la jauge de remplissage du stade (de 25 à 100 %) et de l'horaire de la rencontre, et pour un match avec une jauge à 100 % la desserte mobilise 140 conducteurs, environ 50 régulateurs et agents de maîtrise et de maintenance et 150 agents de sécurité et d'encadrement.
L'accès aux navettes se fait uniquement à l'aide de billets achetés en même temps que les billets du match et ce, uniquement sur la billetterie de l'Olympique lyonnais. Le billet est payant et coûte 5 euros pour l'aller-retour sauf dans le cas où c'est un match de football de l'Olympique lyonnais qui a lieu.
| Mode    | Parcours                                    | Durée (à l'aller) | Fréquentation par matches (Estimations) | Nombre de véhicules (jauge à 100 %)       | Remarque |
| ------- | ------------------------------------------- | ----------------- | --------------------------------------- | ----------------------------------------- | --- |
| Tramway | Part-Dieu - Villette Sud ↔ Groupama Stadium | 20 minutes        | 3 000 personnes                         | 15 rames (à l'aller) 30 rames (au retour) | Utilisation de la station sans abri au sud de la Part-Dieu, à proximité des archives départementales et métropolitaines. Elle sert aussi de station de secours des lignes de tramway T3, T4 et Rhônexpress en cas de perturbation. |
| Tramway | Vaulx-en-Velin - La Soie ↔ Groupama Stadium | 15 minutes        | 3 000 personnes                         | 15 rames (à l'aller) 30 rames (au retour) | Correspondance avec le métro A et le Rhônexpress. |
| Tramway | Meyzieu — Les Panettes ↔ Groupama Stadium   | 15 minutes        | 5 000 personnes                         | 15 rames (à l'aller) 30 rames (au retour) | Station Les Panettes et parc relais réservées à la desserte du stade. Correspondance avec le tramway T3, alors limité à Meyzieu Z.I..                                                                                              |
| Autobus | Eurexpo ↔ Groupama Stadium                  | 15 minutes        | 16 000 personnes                        | 100 bus (au retour)                       | Parking d'Eurexpo utilisé pour le stade. |
| Autobus | Meyzieu — Les Panettes ↔ Groupama Stadium   | 15 minutes        | 5 000 personnes                         | 100 bus (au retour)                       | Correspondance avec le tramway T3. |

### Fréquentation
Le réseau TCL est le second réseau de transport en commun de France, derrière celui de Paris, pour sa fréquentation. Entre 2007 et 2017, le nombre de voyages comptabilisé a augmenté de 28 %, avec une croissance continue, uniquement interrompue en 2011 :
| Année                                   | 2007    | 2008    | 2009    | 2010    | 2011    | 2012    | 2013    | 2014    | 2015    | 2016    | 2017    |
| Nombre de voyages annuels (en millions) | 366,976 | 388,921 | 395,129 | 411,636 | 400,851 | 423,802 | 439,694 | 451,848 | 455,089 | 459,902 | 469,881 |
| Année                                   | 2018    | 2019    | 2020    | 2021    | 2022    | 2023    | 2024    |         |         |         |         |
| Nombre de voyages annuels (en millions) | 480,000 | 496,213 | 325,169 | 393,753 | 458,920 | 494,242 | 519,000 |         |         |         |         |

Un ralentissement a été observé en 2015 par rapport aux deux années précédentes en partie à cause des attentats de janvier et par l'annulation de la Fête des Lumières en décembre 2015. La croissance s'accentue à nouveau en 2016 et en 2017. Le Covid-19 met un nouveau coup d'arrêt à la croissance du nombre de voyages effectués avec une chute de 34 %. La fréquentation de 2023 attend des chiffres similaires à la période pré-covid et 2024 devrait largement dépasser ce dernier avec une progression de près de 5 %.

### Accessibilité

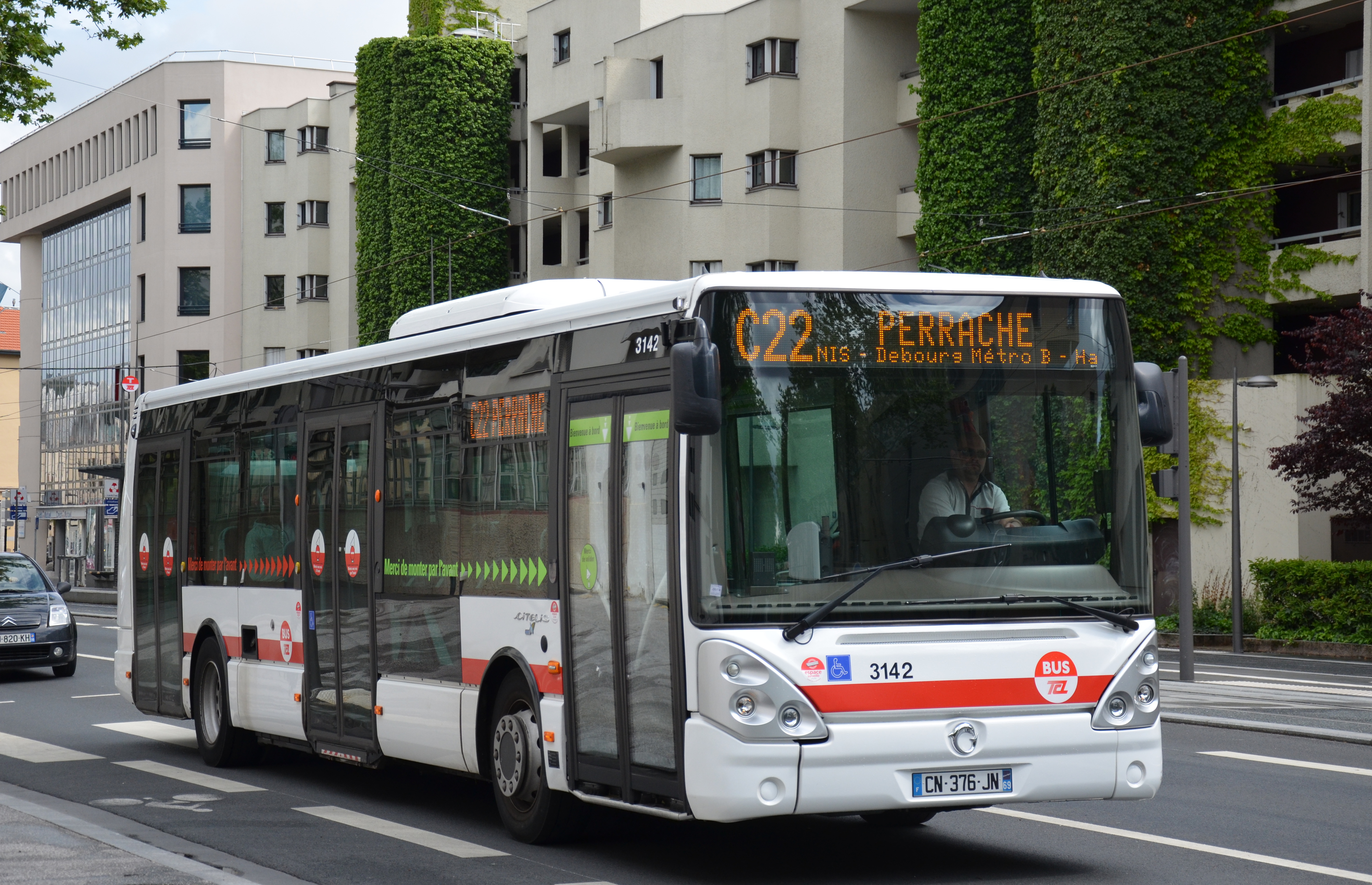
Irisbus Citelis 12 sur l'ancienne ligne C22 (actuelle 34) à ENS Lyon.

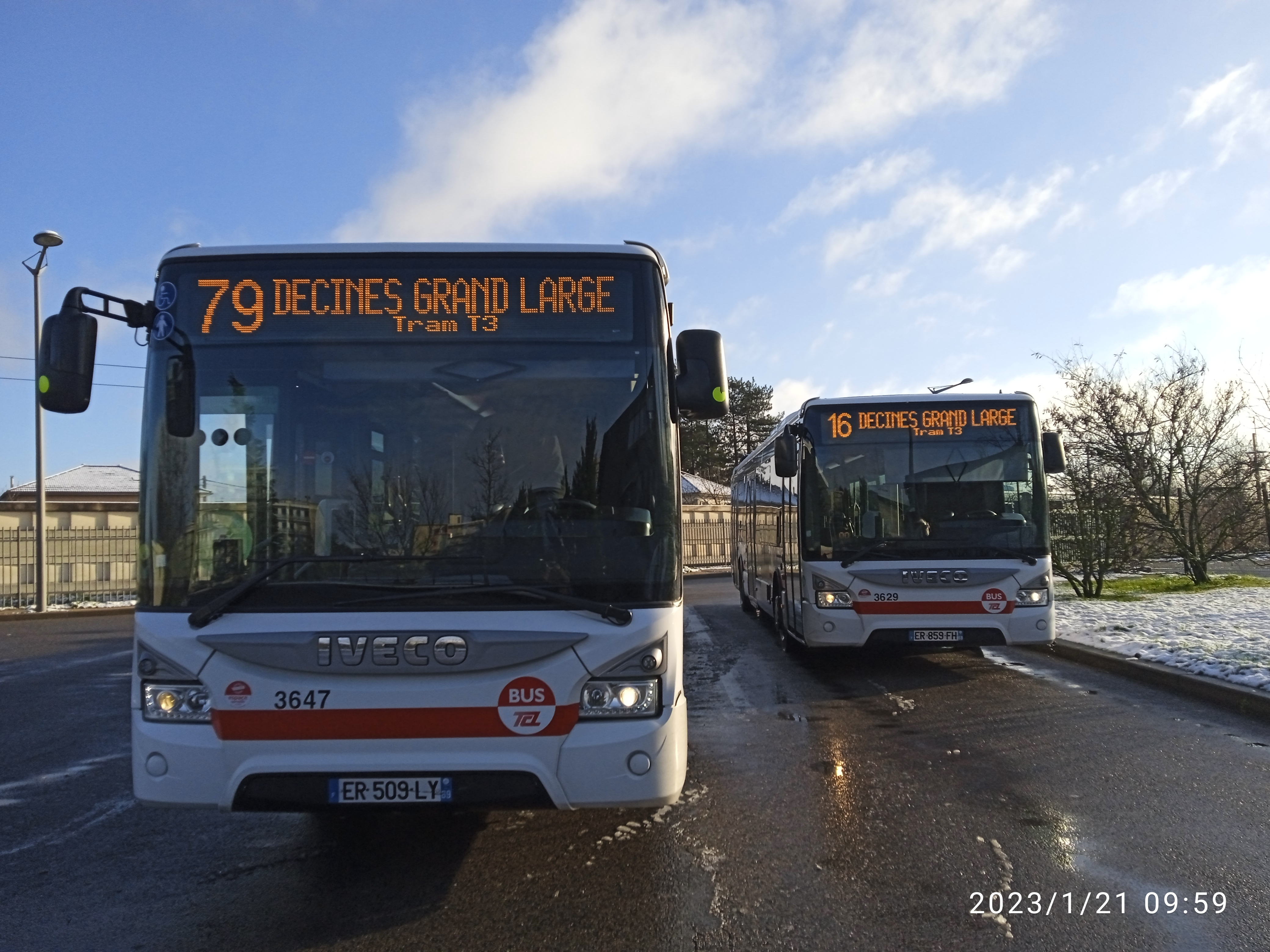
Deux Urbanways 12 TCL à Décines Grand Large.

Depuis les années 1990, le SYTRAL en sa qualité d'autorité organisatrice des transports, travaille avec ses partenaires pour améliorer l'accessibilité du réseau TCL.
30 % des utilisateurs du réseau TCL sont en situation de mobilité réduite permanente ou temporaire. La mobilité réduite « permanente » désigne en général les personnes en fauteuil roulant, sourdes ou mal-voyantes, tandis que la mobilité réduite « temporaire » désigne les personnes ayant un plâtre, les personnes âgées ou les femmes enceintes.
La politique d'accessibilité du réseau s'appuie sur deux éléments :
- Les orientations du plan de déplacements urbains (PDU) ;
- La « loi 2005-102 pour l'égalité des droits et des chances, la participation et la citoyenneté des personnes handicapées » qui impose à tous les exploitants de rendre leur réseau accessible d'ici à 2015.

En 2008, le SYTRAL a été la première collectivité de France à signer un schéma directeur d'accessibilité (SDA), au budget de 60 millions d'euros ; il est révisé chaque année en concertation avec les associations représentatives.
La situation de l'accessibilité du réseau varie en fonction du mode de transport :
- Dans le métro et le funiculaire, l'ensemble des stations, à l'exception de Croix-Paquet sur la ligne C sont accessibles aux personnes en fauteuil roulant[35]. La station Ampère - Victor Hugo est complètement accessible depuis mars 2015 après la mise en service de l'ascenseur manquant[35]. D'ici fin 2014, toutes les rames seront équipées d'une palette destinée à combler la lacune importante entre le quai et le seuil des portes des rames; cette lacune n'empêche pas l'accès aux personnes à mobilité réduite mais rend plus difficile leur accès[35] ;
- Dans le tramway, l'ensemble des infrastructures est entièrement accessible aux personnes à mobilité réduite[35] ;
- Dans les autobus et trolleybus, 88 % du parc est accessible en 2013 et équipé d'une palette pour les personnes en fauteuil roulant, de portes d'entrée larges et de 4 places qui leur sont réservées[35]. En janvier 2014, 65 % des arrêts sont accessibles, autrement dit équipés d'un quai rehaussé à une hauteur de 21 cm et aménagés de façon à éliminer le stationnement sauvage[35].

Un service gratuit permet, sur réservation, aux personnes à mobilité réduite de pouvoir repérer son trajet à l'aide d'un agent TCL formé. Le réseau TCL est complété par Optibus, un service mis à disposition des personnes les plus fortement handicapées et permettant un déplacement en porte à porte à l'aide d'un minibus aménagé.

### Tarification
Établie par SYTRAL Mobilités, le système de tarification se fait sans distinction de zones et repose à la fois sur des abonnements et un système de tickets.
Dans le métro et le funiculaire, la validation se fait aux accès des stations via les portiques (installés depuis 2006), pour les tramways, trolleybus et autobus, la validation se fait à bord des véhicules. La validation est obligatoire à chaque correspondance, sauf entre deux lignes de métro ou entre une ligne de métro et un funiculaire.
Depuis 2010, les salariés peuvent bénéficier de la « prime transport » et peuvent demander à leur employeur, privé ou public, de prendre en charge 50 % de leur abonnement.
La tarification solidaire concerne certaines personnes âgées de plus de 65 ans, les personnes non-imposables et/ou bénéficiant d'aides comme le RSA ou l'AAH, les jeunes chômeurs ou encore les demandeurs d'asile demandant le statut de réfugié politique.

#### Tickets

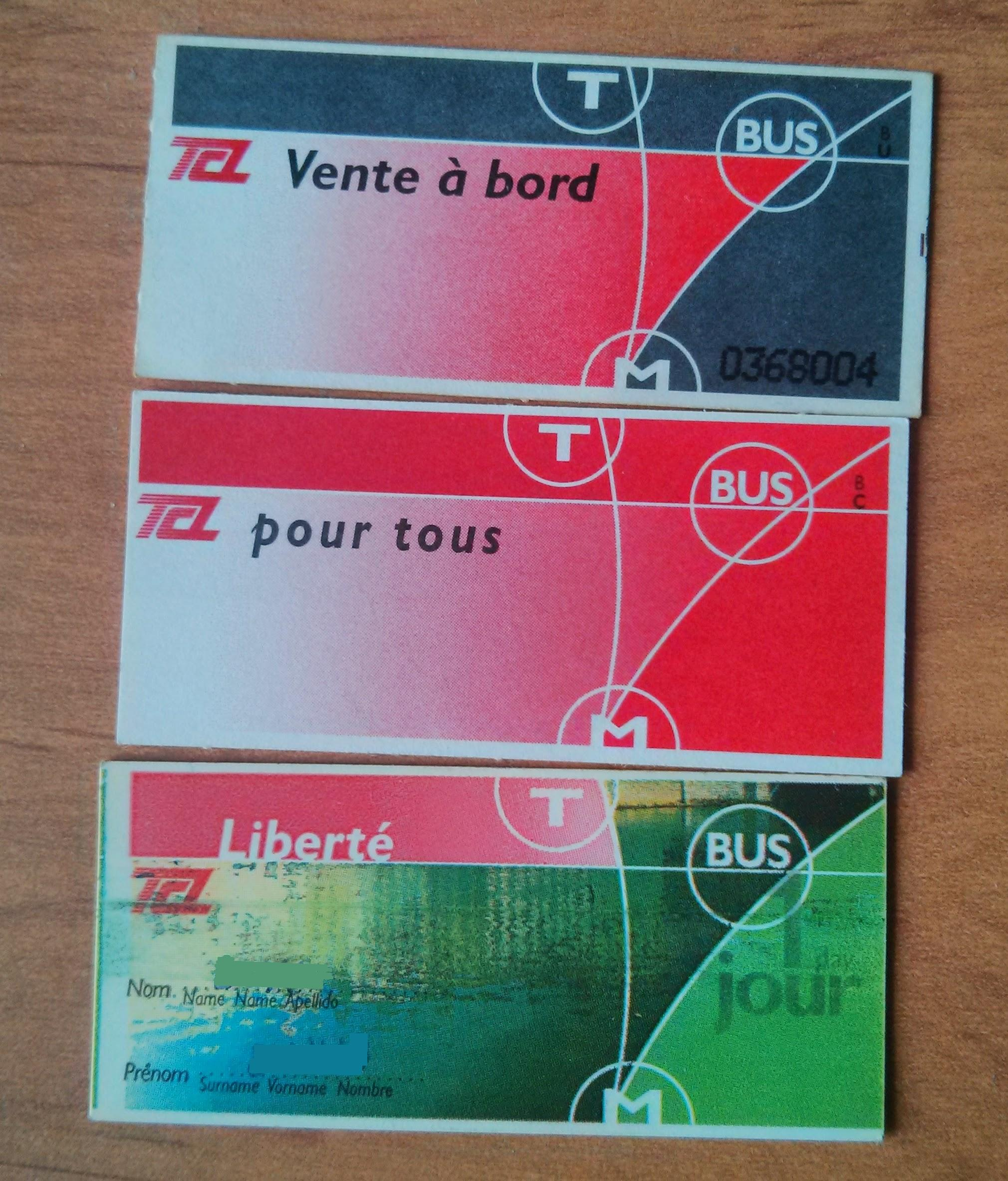
Tickets, de haut en bas : « À l'unité vente à bord », « À l'unité » et « Liberté 1 jour » (remplacé par le « Liberté 24h »).

Un système de titres de transport, composés de tickets papier à bande magnétique, vendus à l'unité ou par carnets, est disponible pour les voyageurs occasionnels. Depuis 2011, le ticket vendu à bord des bus est plus cher qu'en agence ou distributeur et depuis le 1er janvier 2013, l'aller-retour est autorisé avec le ticket à l'unité.
Les carnets de dix tickets peuvent être chargés sur la carte Técély, sous réserve de quatre carnets par carte et la durée de validité d'un ticket commence à partir de la première validation.

##### Titres à l'unité
Utilisé pour un trajet occasionnel, le ticket à l'unité est valable une heure à partir de la première validation et les correspondances et les allers et retours sont autorisés. Il est vendu plus cher à bord des autobus et trolleybus, sous le nom « ticket à l'unité vente à bord », comparé aux autres points de vente. Il est aussi vendu en carnet de dix tickets, dont il est possible de bénéficier de tarifs réduits pour les jeunes de moins de 26 ans, de moins de 17 ans et les familles nombreuses.

##### Titres «Longue durée»
Comme pour les titres à l'unité, la durée de validité commence à partir de la première validation et ils permettent de se déplacer de façon illimitée durant la durée de validité indiquée à compter de la première validation :
- Le « Ticket 2 heures » est valable deux heures.
- Le « Ticket 24h » est valable pendant les 24 heures qui suivent la première validation.
- Le « Ticket 48h » est valable durant 48h.
- Le « Ticket 72h » est valable durant 72h [38].
- Le « Ticket soirée » est, quant à lui, utilisable et valable à partir de 19 h jusqu'à la fin du service sur le réseau de jour, ainsi que sur les lignes Pleine Lune.
- Le « Ticket famille 1 jour » est valable les mercredis, samedis et dimanches hors jours-fériés sous conditions, notamment celle d'être détenteur de la carte Liberté famille, délivrée uniquement aux personnes résidant dans l'union européenne[38]. Il peut être utilisé par un groupe de maximum 7 personnes à la fois.

##### Titres spécifiques
Des tickets à usage spécifique sont aussi mis en place.
- Le « ticket Funiculaire » permet un aller-retour dans la journée sur les lignes F1 et F2
- Le « ticket Navette », vendu à l'unité ou en carnet de dix tickets, est valable une heure et pour un aller simple sur les lignes S2, S7, S9, S10, S12, S14, S15 et GE6[38].
- Le « ticket TCL en fête » est valable de 16h à la fin du service durant les grands évènements (par exemple la Fête de la musique et la Fête des Lumières) et permet de se déplacer de façon illimitée durant cette période[38].
- Pour les groupes d'au moins 10 personnes du même organisme et voyageant ensemble, le « ticket de groupe » est disponible et est valable durant une heure.

Il existe aussi les « tickets jumelés », valables pour un aller-retour, qui combinent un déplacement et l'accès au parc France Aventures, au musée de l'institut Lumière ou au musée Miniature et Cinéma, les tarifs variant en fonction du lieu et de l'âge de l'utilisateur (enfant, jeune de moins de 26 ans, ou adulte). Enfin, la « Lyon City Card », valable de 1 à 3 jours et qui donne accès à de nombreux lieux culturels de la ville, permet aussi d'utiliser le réseau de façon illimitée, la tarification varie selon le nombre de jours de validité du pass et de l'âge du voyageur (adulte, étudiant ou junior).

#### Abonnements Técély

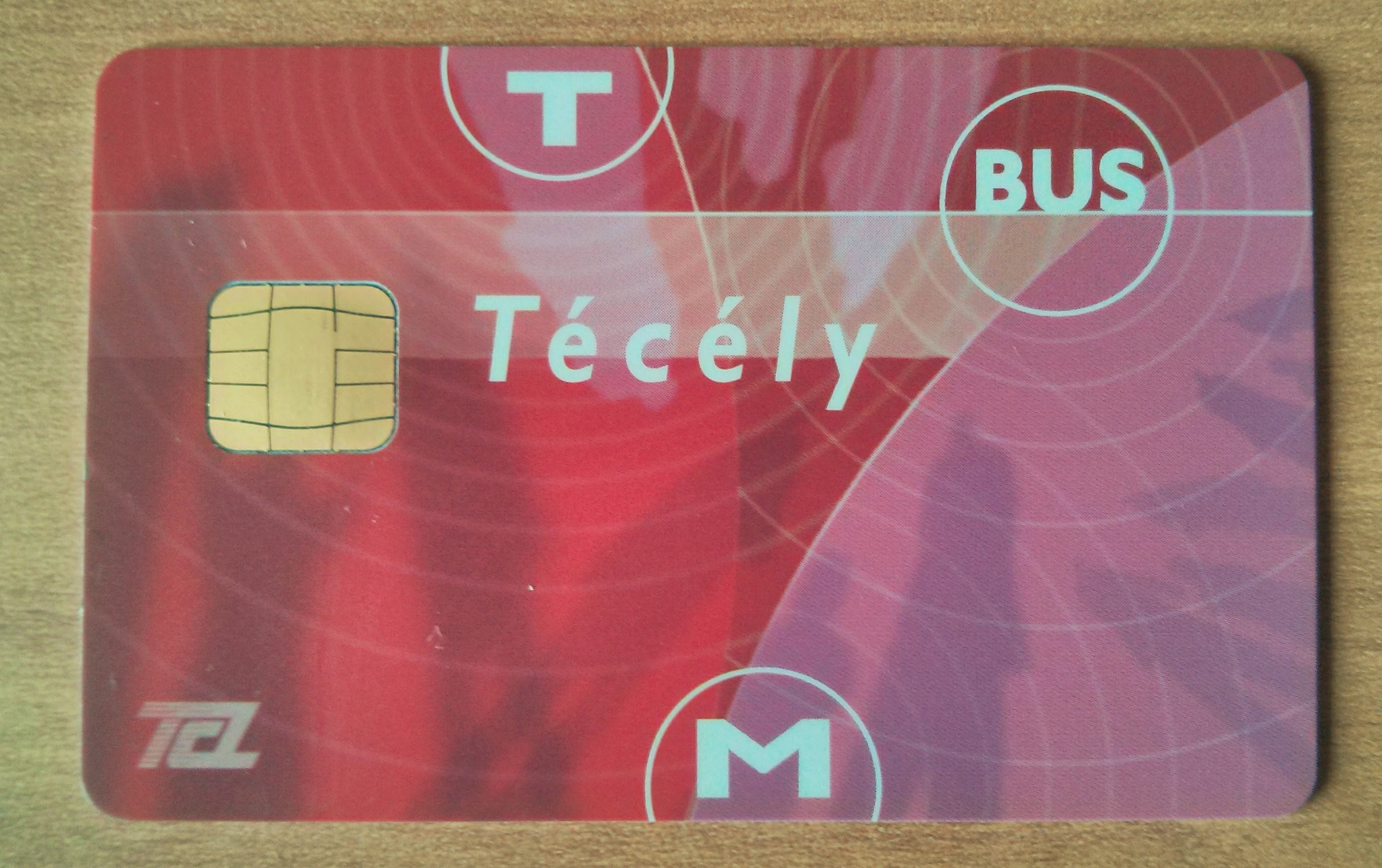
Carte Técély.

Les abonnements reposent, depuis le 1er juillet 2002, sur une carte à puce RFID appelée « Técély » (écriture phonétique de l'acronyme T.C.LY.). Les TCL disposent d'une gamme d'abonnements hebdomadaires, mensuels ou annuels avec prélèvements automatiques mensuels, pour toutes les catégories de population : jeunes de moins de 17 ans, jeunes de moins de 26 ans, familles nombreuses, personnes âgées (plus de 65 ans), personnes à faibles ressources via la « tarification solidaire » appliquée en conformité avec la loi SRU… Les abonnements représentent 75 % du trafic, contre 64 % en 2001 et les prix ont augmenté de 2 % en 2014 en fonction de l'inflation, sauf pour la « tarification solidaire ». Des tarifs intermodaux (Rhône Pass, Combiné, T-Libr...) sont aussi disponibles. Le 27 novembre 2019, la carte Télély fait peau neuve, et propose quatre graphismes en lien avec TCL.

##### Pour tous
Les TCL proposent ces cinq abonnements à l'ensemble des utilisateurs du réseau :
L'abonnement annuel « City Pass » et son équivalent mensuel « Pass Partout », ainsi que leurs équivalents à tarif réduit pour les moins de 21 ans « City Pass Jeunes » et « Pass Partout Jeunes », et aussi un abonnement hebdomadaire, le « Pass Hebdo ».

##### Scolaires
Pour les collégiens et lycéens domiciliés dans la métropole de Lyon, les TCL mettent à disposition l'abonnement annuel « Pass Scolaire » et pour les élèves boursiers il est possible de s'abonner au « Pass Scolaire Tarif Réduit » sous réserve de présentation des justificatifs demandés.
Pour les élèves domiciliés dans la Loire, Saint-Étienne Métropole ou Roannais Agglomération, des abonnements mensuels sont proposés.

##### Étudiants
Pour les étudiants sous certaines conditions et sur présentation de justificatifs de scolarité, les TCL mettent à disposition ces deux abonnements :
L'abonnement annuel « Campus », et son équivalent mensuel « Campus Mensuel ».

##### Familles nombreuses
Pour les familles nombreuses ayant au moins trois enfants âgés de moins de 18 ans, les TCL mettent à disposition ces deux abonnements :
L'abonnement annuel « City Pass Cigogne » et son équivalent mensuel l'abonnement « Cigogne ».

##### Seniors
Pour les personnes âgées de plus de 65 ans domiciliées dans le Rhône et la métropole de Lyon, les TCL proposent deux abonnements : L'abonnement annuel « City Pass Âge d'Or » et l'abonnement mensuel « Âge d'Or ».

##### Faibles ressources
Pour les personnes ayant de faibles revenus, comme les personnes bénéficiaires du RSA ou de l'ASS, les chômeurs âgés de 18 à 25 ans, aux demandeur d'asile souhaitant le statut de réfugié politique, aux personnes âgées de plus de 65 ans et aux mutilés de guerre et de travail et pour les malvoyants, les TCL proposent quatre abonnements :
Le « Pass 2 Partout », abonnement mensuel, pour les jeunes chômeurs, les demandeurs d'asiles et les enfants de moins de 18 ans dont les parents sont bénéficiaires de cet abonnement, l'abonnement mensuel ou annuel « Senior Avantage » pour les personnes non imposables de plus de 65 ans, le « Tarif spécifique » valable un an pour les mutilés et les malvoyants et enfin le « Pass Partout S », abonnement mensuel, pour les chômeurs et les personnes à faibles ressources.
Ces abonnements sont accessibles uniquement aux personnes résidant dans une des communes desservies par le réseau, sauf pour les abonnements Senior Avantage et le Tarif spécifique où il faut être domicilié dans le Rhône ou la métropole de Lyon.

#### Tarification intermodale
Des tickets et abonnements combinés avec les réseaux TER Auvergne-Rhône-Alpes, Les cars du Rhône, Cars Région Isère, STAS et M réso sont également disponibles et les titres combinés TER ne sont disponibles que sur la carte Oùra.
« T-libr » et abonnements TER combinés
Pour ces abonnements, voir l'article consacré à la Carte Oùra. Des tarifs réduits sont proposés pour les étudiants.
Rhône Pass et Isère Pass
Ces titres permettent de se déplacer entre les réseaux TCL et Les cars du Rhône ou Cars Région Isère.
| Titre                            | Durée de validité                                  | Prix      |
| -------------------------------- | -------------------------------------------------- | --------- |
| Ticket unité Rhône Pass          | 1 heure                                            | 3,20 €    |
| Ticket journée Rhône Pass        | 1 jour                                             | 7,80 €    |
| Ticket journée Rhône Pass Campus | 1 jour (scolaires et étudiants de moins de 28 ans) | 6,80 €    |
| Rhône Pass mensuel               | 1 mois                                             | 71,10 €   |
| Rhône Pass mensuel Campus        | 1 mois (scolaires et étudiants de moins de 28 ans) | 44,10 €   |
| Rhône Pass annuel                | 1 an                                               | 711 €     |
| Isère Pass mensuel               | 1 mois                                             | 79 à 92 € |
| Isère Pass mensuel Campus        | 1 mois (scolaires et étudiants de moins de 28 ans) | 56 à 65 € |

#### Nouveau support

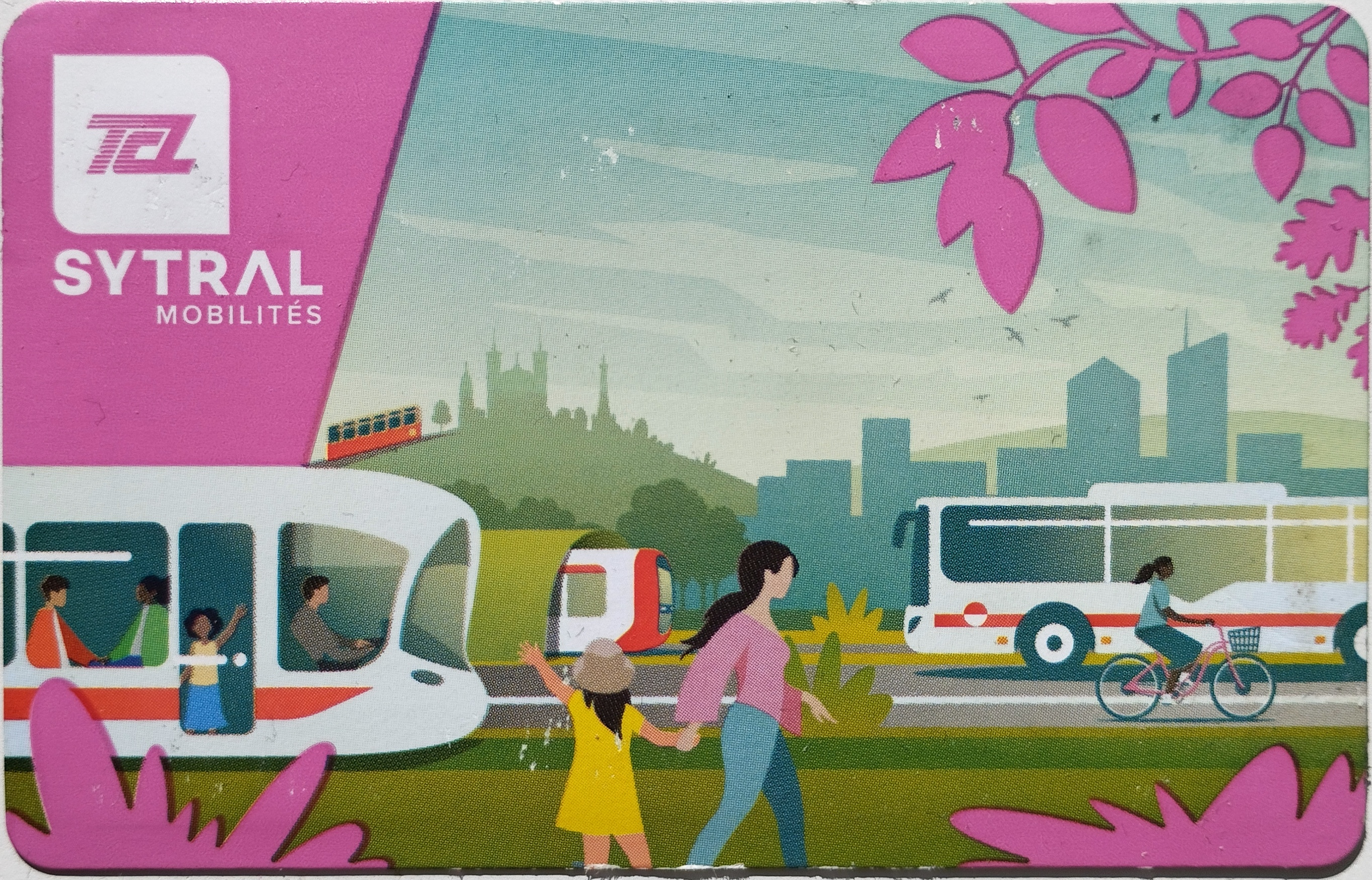
Billet TCL rechargeable (2024).

Depuis le 15 février 2024, le réseau TCL dit « au revoir » au ticket à bande magnétique, après 20 ans de bons et loyaux services, pour le nouveau billet sans contact. Ce BSC a une visée plus écologique en permettant de charger jusqu'à dix carnets de dix tickets, de même type, sur un même billet. À cet effet, le réseau a dû se voir changer l'ensemble de ses valideurs, portiques, distributeurs automatiques de titres (DAT), ainsi que les appareils de contrôle.

## Tarifs

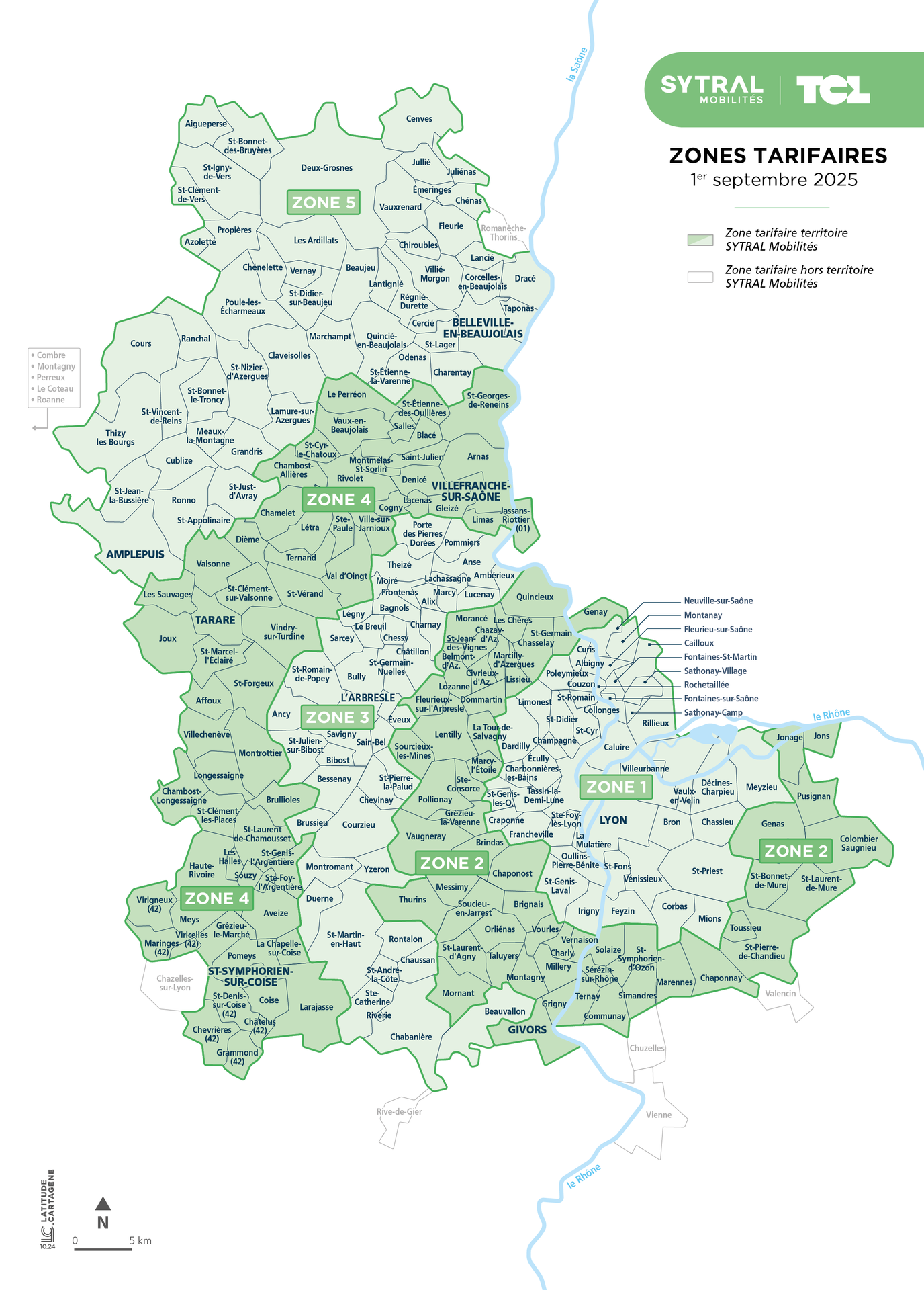
Nouveau système au 1ᵉʳ janvier 2025 : en raison de la fusion des réseaux TCL, Cars du Rhône et Libellule, le SYTRAL met en place un nouveau système tarifaire zoné.

Le Syndicat mixte des transports pour le Rhône et l'agglomération lyonnaise (SYTRAL), au cours de son comité syndical du 13 novembre 2015, a décidé que les prix des transports sont relevés à partir du 1er janvier 2016, en septembre pour les titres scolaires, avec une hausse moyenne de 2 %.
Depuis le 1er avril 2015, les montants des amendes sont unifiés entre les trois réseaux du SYTRAL (TCL, Les cars du Rhône et Libellule). Cette évolution est basée sur le module tarifaire de la RATP.
Le montant d'une amende est défini en fonction du délai de payement par l'usager : payement immédiat, sous sept jours et au-delà de sept jours. En cas de titre non validé, les montant sont respectivement de 34,50 €, 55,50 € et 72,50 € et dans le cas d'une absence totale de titre, les montants sont respectivement de 51,50 €, 55,50 € et 89,50 €.

### Prix des principaux tickets au1erjanvier 2025
Les prix des tickets sont fixés à :
- ticket à l’unité : 2,10 € ;
- ticket à l’unité à bord des bus : 2,40 € ;
- carnet de 10 tickets : 20 € ;
- Moins de 26 ans et étudiants 26/27 ans : 17 € ;
- Familles nombreuses d’au moins 3 enfants de -18 ans :15 € ;
- ticket liberté 2 heures : 3,60 € ;
- ticket liberté 24h : 6,90 € ;
- ticket liberté 48h : 13 € ;
- ticket liberté 72h : 18 € ;
- ticket liberté soirée : 3,60 €.
- ticket famille 1 jour : 7 € ;
- ticket Tick'Air (valable 24h les jours de pic de pullution) : 3,50 € ;
- ticket funiculaire (valable pour un aller-retour dans la même journée en funiculaire) : 3.60 € ;
- ticket groupe de 10 personnes : 1.70 € par personne ;
- ticket "en fête" (valables dès 16h lors d'évènements partenaires (ex : Fête des Lumières)) : 3.60 €

Ces tarifs ne comptent pas le support (billet sans contact, au prix de 0,20 €).

### Tarifs des principaux abonnements annuels au1erjanvier 2025
Les prix des abonnements sont fixés à :
| Type                   | Pass 7 jours        | Mensuel | Annuel |
| ---------------------- | ------------------- | ------- | ------ |
| 4-10 ans               | 23.20 € par semaine | 10 €    | 100 €  |
| 11-17 ans              | 23.20 € par semaine | 25 €    | 250 €  |
| 18-25 ans              | 23.20 € par semaine | 25 €    | 250 €  |
| Etudiants 26-27 ans    | 23.20 € par semaine | 25 €    | 250 €  |
| 26-64 ans              | 23.20 € par semaine | 74.10 € | /      |
| Retraités (dès 60 ans) | 23.20 € par semaine | 37 €    | /      |
| Dès 65 ans             | 23.20 € par semaine | 37 €    | /      |
| Famille nombreuse      | 23.20 € par semaine | 51.90 € | /      |
| Solidaire gratuit      | 23.20 € par semaine | 0 €     | 0 €    |
| Solidaire réduit       | 23.20 € par semaine | 10.50 € | 105 €  |

Évolution des tarifs des tickets :
| Année                           | 2000 (mai) | 2004 (avril) | 2008 (avril) | 2012 (avril) | 2016 (avril) | 2019 (avril) | 2022 (décembre) | 2023 (décembre) | 2024 (décembre) |
| ticket à l’unité                | 1,22 €     | 1,60 €       | 1,60 €       | 1,60 €       | 1,80 €       | 1,90 €       | 1,90 €          | 2,00 €          | 2,00 €          |
| ticket à l’unité à bord des bus | 1,22 €     | 1,60 €       | 1,60 €       | 1,60 €       | 2,00 €       | 2,20 €       | 2,20 €          | 2,30 €          | 2,30 €          |
| carnet de 10 tickets            | 10,37 €    | 11,50 €      | 12,80 €      | 14,30 €      | 16,20 €      | 17,30 €      | 19,00 €         | 19,00 €         | 19,50 €         |
| ticket liberté 2 heures         | 1,52 €     | 2,00 €       | 2,20 €       | 2,60 €       | 3,00 €       | 3,10 €       | 3,30 €          | 3,50 €          | 3,60 €          |
| ticket liberté 1 jour           | 3,66 €     | 4,20 €       | 4,40 €       | 4,90 €       | 5,50 €       | 6,00 €       | 6,00 €          | 6,50 €          | 6,70 €          |
| ticket liberté soirée           |            |              | 2,20 €       | 2,60 €       | 3,00 €       | 3,10 €       | 3,30 €          | 3,50 €          | 3,60 €          |

Évolution des tarifs des principaux abonnements annuels : 
| Année                             | 2004 (avril)     | 2008 (avril)     | 2012 (avril)     | 2016 (avril)     | 2019 (avril)     |
| abonnement « City Pass »          | 43,40 € par mois | 45 € par mois    | 52,60 € par mois | 58,90 € par mois | 64,00 € par mois |
| abonnement « Campus »             | 32,40 € par mois | 31,50 € par mois | 26,30 € par mois | 30,20 € par mois | 31,80 € par mois |
| abonnement « Pass Scolaire »      |                  | 178,00 € par an  | 195,00 € par an  | 214,00 € par an  | 224,00 € par an  |
| abonnement « City Pass Âge d'Or » |                  | 33,90 € par mois | 37,20 € par mois | 31,00 € par mois | 32,00 € par mois |

Évolution des tarifs des principaux abonnements mensuels et hebdomadaires : 
| Année                                  | 2004 (avril)     | 2008 (avril)        | 2012 (avril)        | 2016 (avril)        | 2019 (avril)        |
| abonnement « Pass Partout »            | 45,10 € par mois | 47,30 € par mois    | 55,00 € par mois    | 61,90 € par mois    | 64,00 € par mois    |
| abonnement hebdomadaire « Pass Hebdo » |                  | 14,80 € par semaine | 16,00 € par semaine | 18,90 € par semaine | 19,80 € par semaine |
| abonnement « Âge d'Or »                | 32,40 € par mois | 33,90 € par mois    | 37,20 € par mois    | 31,00 € par mois    | 32,00 € par mois    |
| abonnement « Pass 2 Partout »          | 7,90 € par mois  |                     | 8,40 € par mois     | 8,90 € par mois     | 9,20 € par mois     |

## Points de vente
Le réseau TCL dispose de plusieurs lieux de vente de titres de transport :

### Agences commerciales
Le réseau TCL dispose de cinq agences commerciales ouvertes en journée du lundi au samedi permettant d'acheter des titres de transport ou d'obtenir des conseils et des informations sur le réseau. En 2014, les TCL ont engagé un programme de modernisation des agences commerciales du réseau, avec une rénovation des locaux et l'installation de distributeurs à l'intérieur des agences, les travaux sont effectués durant l'été 2014 dans l'agence de la Part-Dieu et l'agence Laurent Bonnevay a été fermée le 8 juillet 2014 et remplacée dès le 15 par l'agence de La Soie. Le 9 mai 2016, une nouvelle agence commerciale est ouverte sur le côté nord de la place Bellecour, elle remplace trois agences : l'ancienne située dans la station de métro (qui a fermé le 22 avril 2016) et celles de Perrache et d'Hôtel de Ville (qui ont fermé respectivement les 26 avril et 3 mai 2016),. L'agence Grange Blanche est à ce jour la dernière à avoir été réaménagée, elle a été rouverte le 13 mars 2017.
Les cinq agences sont les suivantes :
- Bellecour (au nord de la place Bellecour) ;
- Grange Blanche (dans la station de métro ligne D) ;
- Part-Dieu (boulevard Vivier-Merle, face au centre commercial) ;
- Gorge de Loup (dans la station de métro ligne D) ;
- La Soie (avenue des Canuts, sous le parc relais).

### Points services
Les points services sont des lieux, des tabacs principalement, au nombre de 200 répartis dans l'ensemble des communes desservies et repérés par le logo « Point Service TCL » ; qui sont assermentés et équipés pour vendre ou recharger des titres de transport TCL.

### Distributeurs et guichets automatiques
Aux stations de métros, tramways, funiculaires, dans les parcs relais et à certaines stations des lignes C1 à C3, 447 distributeurs automatiques permettent d'acheter n'importe quel type de titre de transport ou de recharger son abonnement.
Une centaine de guichets automatiques des banques CIC et Crédit mutuel permettent de recharger son abonnement, quelle que soit la banque de l'abonné, il doit juste être muni de sa carte bancaire.

### Agence en ligne

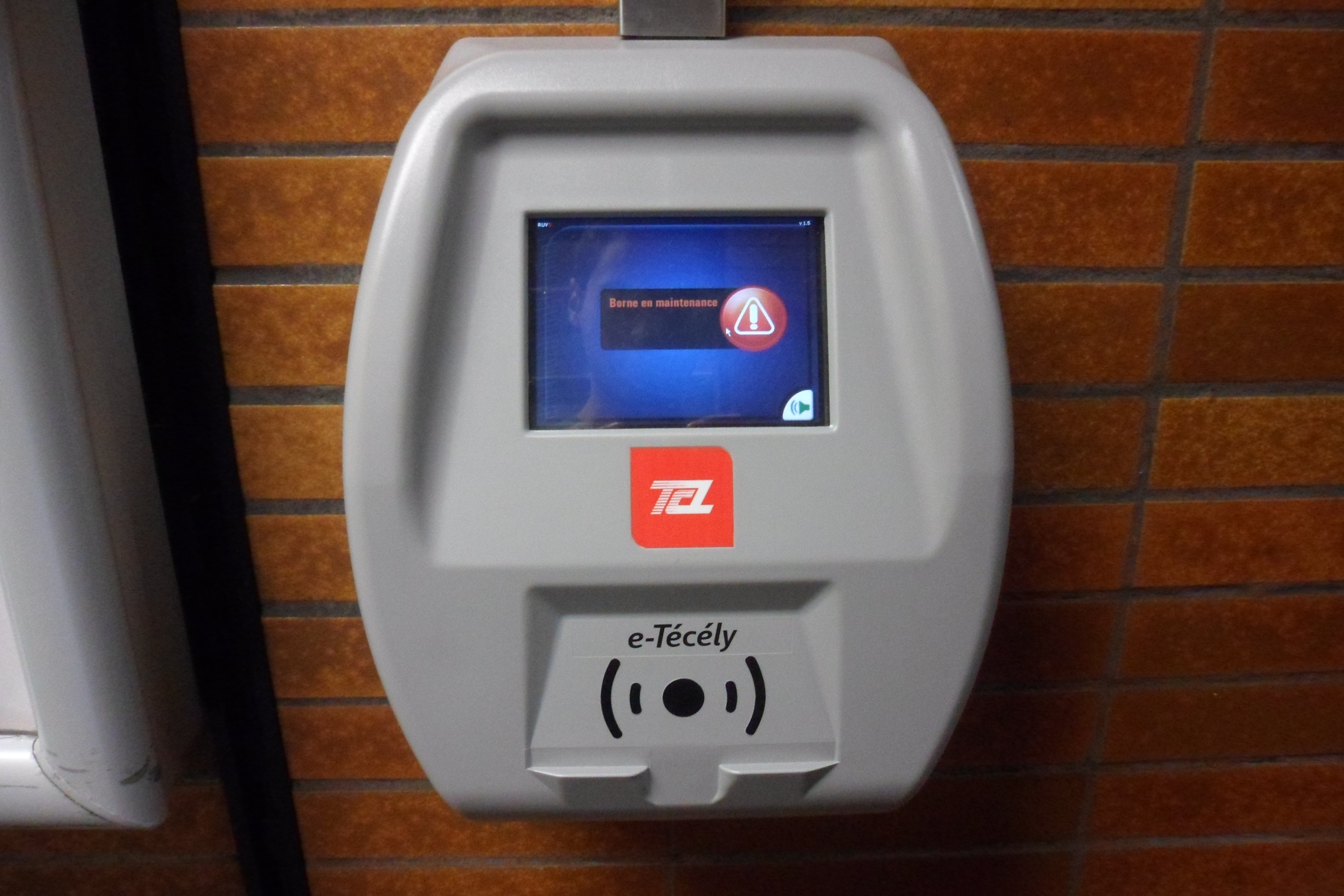
Une borne e-Técély, à la station Charpennes - Charles Hernu.

Depuis janvier 2013, un système de billetterie en ligne nommé « e-Técély » a été lancé. Il permet de recharger son abonnement Técély en ligne, qu'il faut ensuite valider sur une des bornes e-Técély du réseau TCL ou bien sur un lecteur de cartes à puce que l'on peut acheter en agence commerciale ; certains PC portable équipés de lecteurs de cartes à puce sont compatibles.
En octobre 2024, l'agence en ligne évolue : il n'est plus nécessaire d'utiliser les bornes pour activer son rechargement.

### Gares SNCF
Certaines gares de l'agglomération lyonnaise, y compris celles situées dans les départements voisins, permettent de se procurer des titres de transport TCL.
| \| Part-Dieu Perrache Jean-Macé Saint-Paul Gorge-de-Loup Alaï Vaise Bourbonnais Saint-Clair Brotteaux Est Croix-Rousse Saint-Rambert-Île-Barbe Port-Édouard-Herriot \| Les gares-voyageurs de Lyon ; en italique, les gares désaffectées. |
| Part-Dieu Perrache Jean-Macé Saint-Paul Gorge-de-Loup Alaï Vaise Bourbonnais Saint-Clair Brotteaux Est Croix-Rousse Saint-Rambert-Île-Barbe Port-Édouard-Herriot                                                                          |

## Intermodalité

### Calculateur d'itinéraires Oùra
Depuis 2015, le site internet de la carte Oùra dispose d'un calculateur d'itinéraires régional, d'abord au niveau de l'ancienne région Rhône-Alpes et désormais pour la région Auvergne-Rhône-Alpes. Il remplace le site internet baptisé Multitud' qui permettait depuis avril 2009 d'effectuer des recherches d'itinéraires sur l'ensemble des réseaux routiers ou ferroviaires au sein de la région urbaine de Lyon.

### Autres réseaux
Des abonnements ou titres de transport combinés, avec le réseau TER Auvergne-Rhône-Alpes, les réseaux urbains de Saint-Étienne (STAS), Vienne (L'va), Miribel (Colibri) et Grenoble (M réso), ainsi que les réseaux Les cars du Rhône et Cars Région Isère, sont aussi disponibles. Il n'existe pas de titre combiné avec le réseau limitrophe de Trévoux (Saônibus).

### Autres moyens de transport
Il est possible de charger son abonnement Vélo'v sur sa carte Técély, mais il n'existe pas de titre combiné entre Vélo'v et le réseau TCL ni avec les offres d'autopartage Citiz LPA et Bluely.

### Parc relais voiture

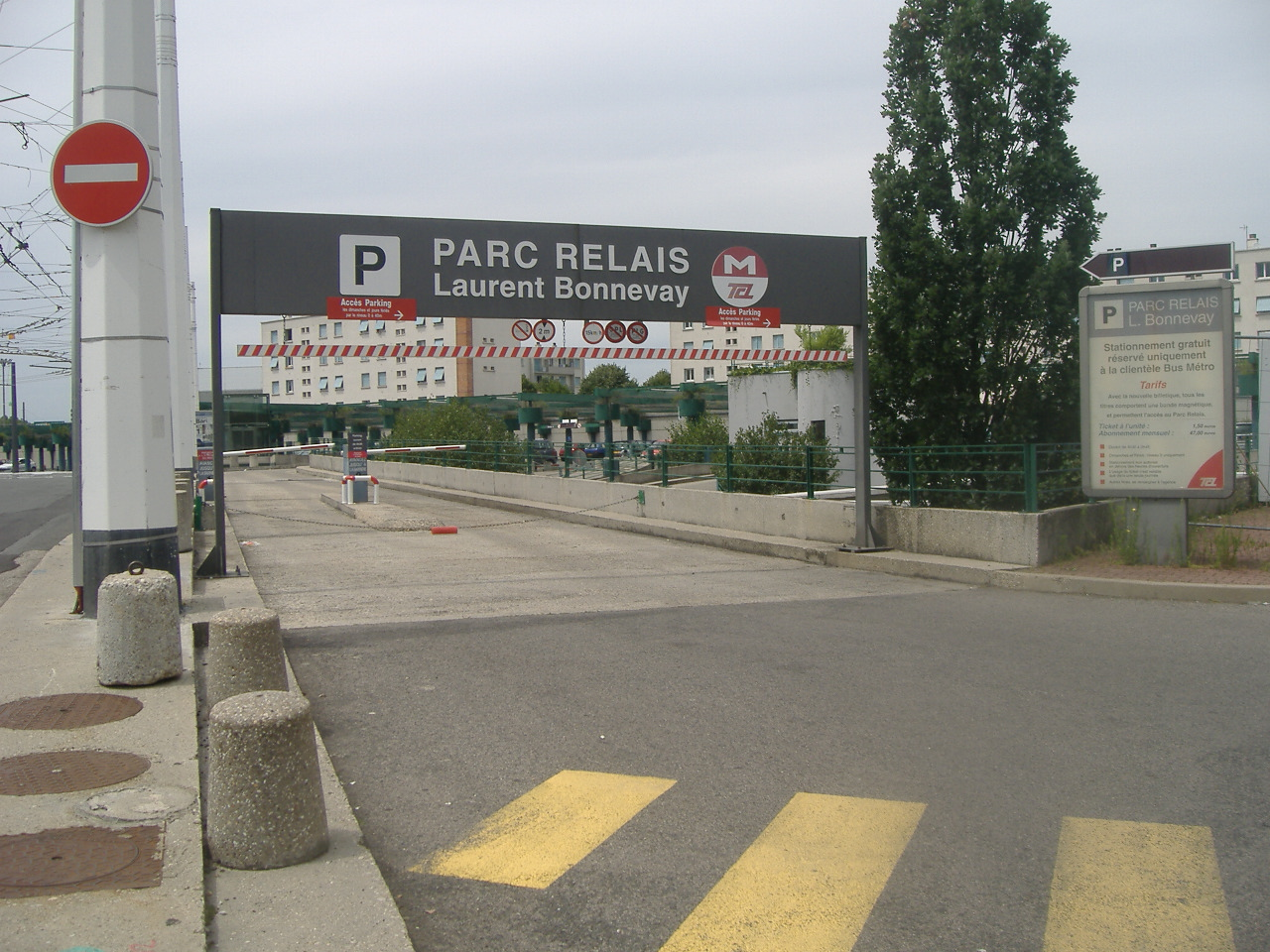
Entrée du parc relais de Laurent Bonnevay - Astroballe.

Le réseau TCL dispose de 23 parcs relais pour voitures, sécurisés pour certains et ouverts de 5 h à minuit, d'une capacité totale de 8643 places et réservés aux personnes disposant d'un titre de transport TCL en cours de validité,.
Les parcs relais de Gare de Vaise, Gorge de Loup, Laurent Bonnevay, La Soie et Gare de Vénissieux permettent de louer poussettes et parapluies, après dépôt d'un chèque de caution, et ceux de Vaise et La Soie proposent un service payant de nettoyage du véhicule de l'abonné.
Depuis l'ouverture du parc relais de la gare d'Oullins le 11 décembre 2013, les TCL ont mis en place sur les parcs relais Oullins Nord et Meyzieu ZI un accès garanti et réservé aux personnes ayant souscrit un abonnement « City Pass » ayant souscrit un abonnement spécial à 20 € par mois, tandis que pour Mermoz-Pinel, l'accès est garanti pour les bénéficiaires, mais le parc est aussi accessible aux autres utilisateurs. Le parc relais de Meyzieu Z.I. est de nouveau ouvert à tous les utilisateurs depuis le 1er janvier 2016.
À compter du 14 septembre 2016, le parc relais de Gare de Villeurbanne est fermé à cause de sa basse fréquentation et de sa réutilisation pour le marché de la place Grandclément de Villeurbanne, déplacé en raison des travaux de réaménagement de la ligne C3.
Le 14 décembre 2017, un nouveau parc relais a ouvert à Grézieu-la-Varenne au terminus de la ligne C24.
À la suite de l'ouverture du parc relais de Saint-Genis-Laval - Hôpital Lyon Sud le 20 octobre 2023 et afin de permettre le développement du quartier de La Saulaie à Oullins-Pierre-Bénite, le parc relais de La Saulaie Sud (Gare d'Oullins) ferme le 1er janvier 2024, tandis que le parc relais voisin de La Saulaie Nord doit fermer entre 2025 et 2026.
| Nom                                  | Commune               | Places | Places PMR | Surveillé | Accès (principales lignes desservant le P+R) | Particularités                                   |
| ------------------------------------ | --------------------- | ------ | ---------- | --------- | -------------------------------------------- | ------------------------------------------------ |
| Cuire                                | Caluire-et-Cuire      | 80     | 2          | Non       | ,                                            | Réservé aux abonnés                              |
| Porte de Lyon                        | Dardilly              | 164    |            |           | 89D                                          |                                                  |
| Décines Centre                       | Décines-Charpieu      | 108    | 3          | Non       | ,                                            |                                                  |
| Décines Grand Large                  | Décines-Charpieu      | 56     | 2          | Non       | ,                                            |                                                  |
| Grézieu-la-Varenne                   | Grézieu-la-Varenne    | 69     | 2          |           | Bus en mode C · Ligne C24 · Ligne C24E       |                                                  |
| Irigny-Yvours                        | Irigny                |        |            |           | Bus TCL · Ligne 15 · Ligne 15E               |                                                  |
| Stade de Gerland – Le LOU            | Lyon 7e               | 400    | 17         | Oui       | ,                                            |                                                  |
| Mermoz-Pinel                         | Lyon 8e               | 428    | 10         | Oui       | ,                                            |                                                  |
| Duchère Sauvegarde                   | Lyon 9e               | 127    | 3          | Oui       | ,                                            |                                                  |
| Gare de Vaise 1                      | Lyon 9e               | 502    | 9          | Oui       | ,                                            | Réservé aux abonnés                              |
| Gare de Vaise 2                      | Lyon 9e               | 727    | 18         | Oui       | ,                                            |                                                  |
| Gorge de Loup                        | Lyon 9e               | 674    | 21         | Oui       | ,                                            |                                                  |
| Meyzieu Gare                         | Meyzieu               | 110    | 3          | Oui       | ,                                            |                                                  |
| Meyzieu Les Panettes                 | Meyzieu               | 590    | 14         | oui       | Tramway de Lyon · Ligne T3                   | Uniquement en semaine                            |
| Meyzieu Z.I.                         | Meyzieu               | 450    | 10         | Oui       | ,                                            | Réservé aux abonnés City Pass Premium en semaine |
| La Saulaie Nord (Gare d'Oullins)     | Oullins-Pierre-Bénite | 107    | 6          | Oui       | ,                                            | Réservé aux abonnés City Pass Premium            |
| Rillieux Semailles                   | Rillieux-la-Pape      | 50     | 2          | Oui       | ,                                            |                                                  |
| Saint-Genis Gadagne                  | Saint-Genis-Laval     | 40     | 2          | Non       | ,                                            |                                                  |
| Saint-Genis-Laval - Hôpital Lyon Sud | Saint-Genis-Laval     | 877    | 19         | Oui       | , 114 145                                    |                                                  |
| Saint-Priest - Bel-Air               | Saint-Priest          | 130    | 3          | Oui       | ,                                            |                                                  |
| Porte des Alpes                      | Saint-Priest          | 390    | 10         | Oui       | ,                                            |                                                  |
| Vaulx-en-Velin - La Soie             | Vaulx-en-Velin        | 471    | 10         | Oui       | ,                                            |                                                  |
| Gare de Vénissieux                   | Vénissieux            | 745    | 21         | Oui       | , 113                                        |                                                  |
| Hôpital Feyzin Vénissieux            | Vénissieux            | 80     | 2          | Oui       | ,                                            |                                                  |
| Parilly                              | Vénissieux            | 310    | 4          | Oui       | ,                                            |                                                  |
| IUT-Feyssine                         | Villeurbanne          | 80     | 0          | Non       | Tramway de Lyon · Ligne T1                   |                                                  |
| Laurent Bonnevay                     | Villeurbanne          | 657    | 21         | Oui       | ,                                            |                                                  |

### Parc relais vélo

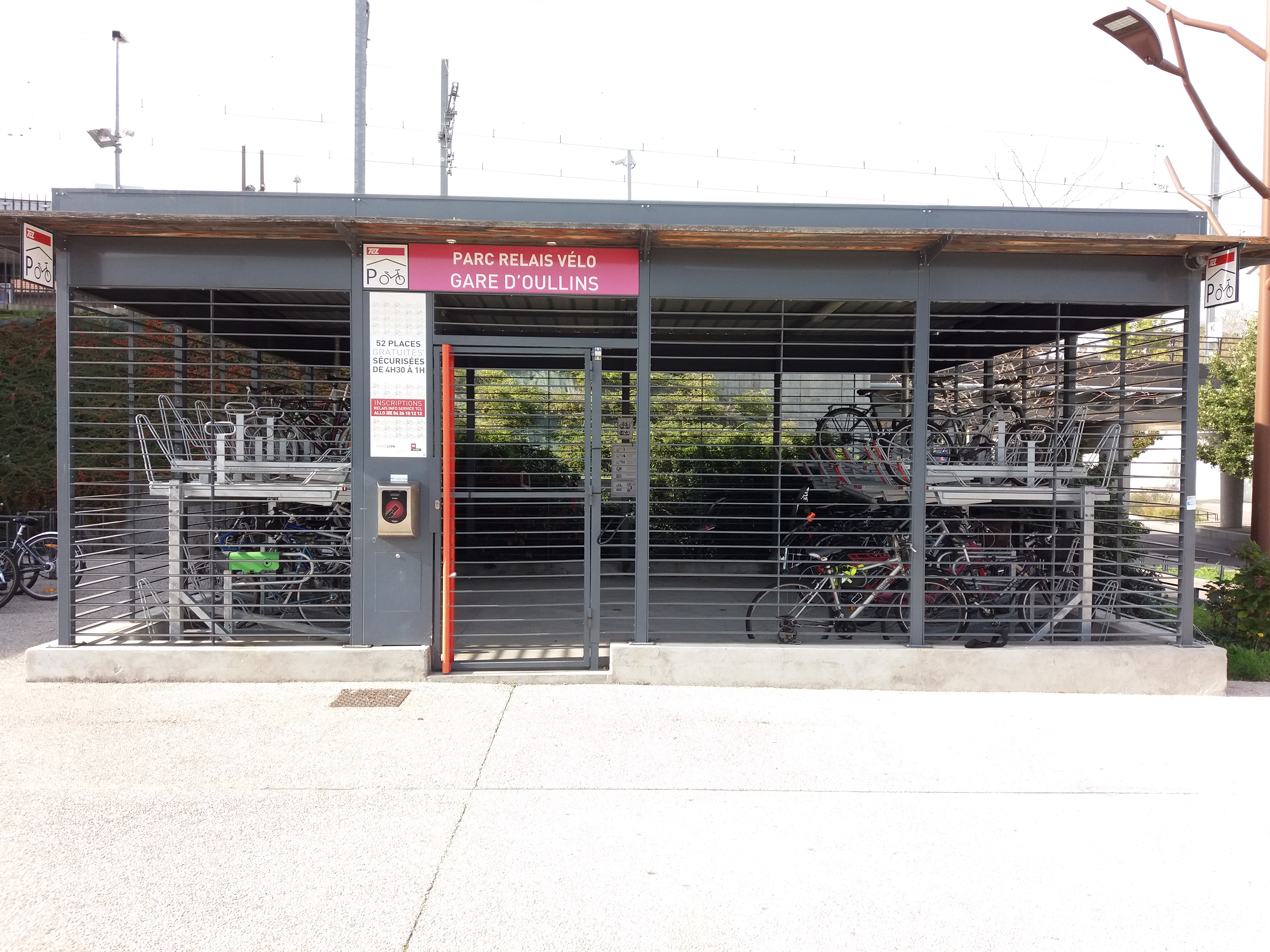
Le parc relais vélo de Gare d'Oullins.

Le réseau TCL compte 14 parcs relais pour vélos qui sont des abris sécurisés pour vélos, ouverts de 4 h 30 à 1 h, accessibles avec une carte TCL ou Oùra chargée d'un abonnement TCL actif et après inscription au service,,.
Lancé le 5 mai 2014, ce service s'est progressivement étendu à plusieurs stations du réseau TCL, il est parfois installé dans des parcs relais voiture du réseau.
Le 9 février 2015, des parcs relais vélos ouvrent à Décines Centre (52 places) et Meyzieu Gare (102 places) et le nombre de places vélos à Meyzieu Z.I. passe de 80 à 140 places.
| Nom                                  | Commune               | Places Vélos | Accès (principales lignes desservant le P+R Vélo) | Particularités                                                        |
| ------------------------------------ | --------------------- | ------------ | ------------------------------------------------- | --------------------------------------------------------------------- |
| Caluire - Place Foch                 | Caluire-et-Cuire      | 20           | ,                                                 |                                                                       |
| Cuire                                | Caluire-et-Cuire      | 56           | ,                                                 |                                                                       |
| Décines Centre                       | Décines-Charpieu      | 52           | ,                                                 |                                                                       |
| Stade de Gerland – Le LOU            | Lyon 7e               | 32           | ,                                                 |                                                                       |
| Mermoz-Pinel                         | Lyon 8e               | 32           | ,                                                 | Situé à l'intérieur du parc relais voiture, accès nocturne impossible |
| Gare de Vaise                        | Lyon 9e               | 77           | ,                                                 |                                                                       |
| Meyzieu Z.I.                         | Meyzieu               | 120          | ,                                                 |                                                                       |
| Meyzieu Gare                         | Meyzieu               | 102          | ,                                                 |                                                                       |
| Gare d'Oullins                       | Oullins-Pierre-Bénite | 52           | ,                                                 |                                                                       |
| Oullins Centre                       | Oullins-Pierre-Bénite | 61           | (à Oullins Mairie : , 119 120)                    | Comprend un emplacement pour vélo cargo                               |
| Saint-Genis-Laval - Hôpital Lyon Sud | Saint-Genis-Laval     | 490          | , 114 145                                         | 50 places supplémentaires sur des arceaux à l'extérieur               |
| Hauts de Feuilly                     | Saint-Priest          | 30           | Tramway de Lyon · Ligne T2                        |                                                                       |
| Vaulx-en-Velin - La Soie             | Vaulx-en-Velin        | 142          | ,                                                 |                                                                       |
| Gare de Vénissieux                   | Vénissieux            | 35           | , 113                                             | Situé à l'intérieur du parc relais voiture, accès nocturne impossible |

## Information aux voyageurs

### Dans les métros et funiculaires
Depuis mai 2011, des panneaux d'information dynamique permettent aux voyageurs de connaître le temps d'attente des deux prochaines rames sur les lignes de métro et de funiculaire. Ce système permet d'informer les voyageurs des perturbations en cours de façon localisée (sur une station, une ou plusieurs lignes ou tout le réseau).
En complément de ces panneaux, un système d'application mobile gratuite pour les personnes mal-voyantes est disponible depuis le 6 mai 2011 et permet grâce à une connexion Bluetooth de recevoir les mêmes informations que sur les panneaux dynamiques.
Depuis décembre 2019, six stations sont équipés d'écrans tactiles  à destination des voyageurs.

### Dans les tramways, trolleybus et autobus
Depuis 2000, le système « Visulys », installé aux stations de tramways, des lignes C1 à C3 et des principaux arrêts de bus, permet d'informer les voyageurs des deux prochains passages et d'indiquer l'info trafic aux arrêts. Le système fonctionne par GPS et est couplé aux bandeaux ou écrans installés à l'intérieur des véhicules. Il y a au total 500 bornes sur le réseau. Le système étant couplé au SAE, il ne prend pas en charge les lignes sous-traitées, non équipées du système.

### i-TCL
En avril 2008, le SYTRAL annonce l'expérimentation d'un nouveau système de communication destiné aux usagers des tramways et des trolleybus. Ce système de double écrans permet d'informer en temps réel des évolutions du réseau et des incidents éventuels.
L'écran de droite fournissant des informations locales, la météo, les expositions en cours, l'horoscope ainsi que l'actualité de l'ASVEL et de l'OL, etc.
L'écran de gauche étant consacré à la ligne, il permet de connaitre les correspondances à chaque arrêt, le nom des prochains arrêts, les institutions publiques à proximité.
Après une période d'expérimentation sur 11 rames des lignes T1 et T2, l'ensemble des tramways du réseau ont été équipés du système i-TCL au cours de l'année 2013, avec des écrans plus grands que ceux expérimentés.
Après une période d'expérimentation sur 7 trolleybus de la ligne C1, l'ensemble des trolleybus articulés des lignes C1 à C3 ont été équipés au cours de l'année 2014, avec des écrans plus grands que ceux expérimentés.
L'expérimentation avait été réalisée par la société SDM System qui avait développé en partenariat avec le SYTRAL ce nouveau mode de communication, utilisant la technologie T-DMB, qui permet une réception en situation mobile à l'échelle d'une ville ou d'une agglomération de contenus multimédias (textes, images, vidéos) par voie hertzienne terrestre.
La solution actuellement en service a été réalisée par la société Amesys, groupe Bull (rachetée depuis par ATOS).

### Relais Info Service

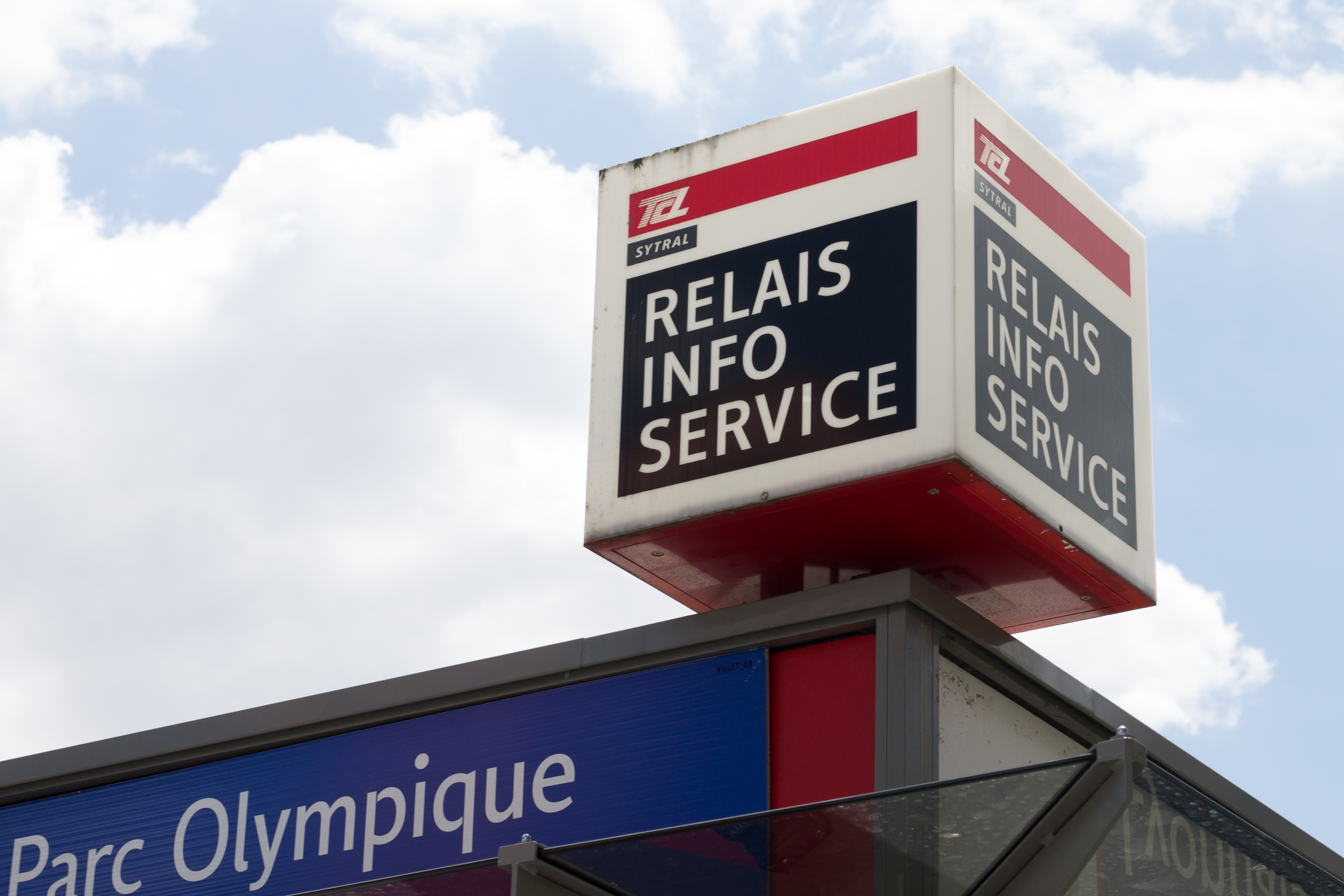
Un Relais Info Service.

Créés en 2013, les Relais Info Service étaient à l'origine au nombre de sept, puis quatre à la suite des fermetures successives de ceux de Gare d'Oullins (le 28 février 2015), de Gare de Vénissieux et de Vieux Lyon (le 1er mars 2016) à la suite de la fermeture de l'office du tourisme situé dans des locaux loués par le SYTRAL à ONLYLYON.
Ils sont chargés d'informer les voyageurs sur les itinéraires, la gamme tarifaire ou encore les modalités d'abonnement.
Les quatre relais sont les suivants :
- Bellecour (dans l'office du tourisme ONLY LYON) ;
- Gare de Vaise (dans le pôle multimodal, au niveau de la gare Bus) ;
- Gare Part-Dieu - Vivier Merle (devant le centre commercial, à côté des arrêts des lignes C7 et 38) ;
- Gare Part-Dieu - Villette (à la sortie Côté Alpes de la gare, vers le quai de départ du T3).

### Autres
Un système de cartographie interactive et dynamique est présente sur le site internet du réseau, en complément des plans au format PDF pour les différents secteurs de l'agglomération, ainsi que pour les pôles d'échanges principaux.
Le service « Mon TCL » permet, après inscription, de pouvoir recevoir les alertes trafic du réseau par SMS et Mail, ainsi que d'accéder en ligne aux prochains passages de ses arrêts et lignes favoris.
Un service de widget permettant lui aussi de recevoir les prochains passages de ses arrêts et lignes favoris est disponible pour Windows (Vista et 7 uniquement) et OS X. Une application smartphone, disponible pour Android (2.1 et +) et iOS (7.0 et +), permet d'avoir accès en mobilité aux prochains passages, aux plans et à l'info trafic partout où une connexion internet est disponible. Un système de flashcode, à scanner via un smartphone équipé d'une application adéquate, est disponible sur la quasi-totalité des arrêts du réseau de bus et de trolleybus et permet d'accéder aux prochains passages de l'ensemble des lignes desservant cet arrêt, ce service est complémentaire des bornes « Visulys ».

## Identité visuelle

### Logos

Logo avant 2022.
Logo de 2022 à 2024.
Logo depuis le 13 novembre 2024

## Exploitants

### Keolis Lyon
Keolis Lyon est une société anonyme filiale du groupe Keolis qui exploite le réseau des transports en commun lyonnais sous la marque TCL, propriété de SYTRAL Mobilités, en délégation de service public pour le compte de ce dernier. La société peut décider toutefois de sous-traiter certaines lignes à d'autres transporteurs.
Cette société, qui porte son nom actuel depuis 2005, s'appelait précédemment la Société lyonnaise de transports en commun (SLTC), filiale successive de Transexel, VIA-GTI puis Keolis, et crée en 1977 par transformation de la Société TCL elle-même issue de la transformation en 1967 de la compagnie des Omnibus et tramways de Lyon (OTL), créée en 1879.
Elle compte 4 416 employés. Le siège social se trouve au no 19 boulevard Marius-Vivier-Merle dans le 3e arrondissement de Lyon dans le quartier de La Part-Dieu, juste à côté du siège de SYTRAL Mobilités, situé au no 21 de ce même boulevard.

Ancien logo Keolis Lyon

#### Histoire
La Compagnie des Omnibus et Tramways de Lyon (OTL) est fondée le 21 juin 1879. Celle-ci absorbera progressivement ses concurrents en proie à des difficultés financières :
- La Société des tramways d'Écully (STE) le 1er juillet 1899 ;
- La Nouvelle lyonnaise de tramways (NLT, ex-Compagnie lyonnaise des tramways ou CLT) le 29 août 1906 ;
- Le Fourvière-Ouest Lyonnais (FOL) le 1er janvier 1911.

Le 1er janvier 1923, le département du Rhône récupère le tramway Lyon-Neuville et en confie l'exploitation à l'OTL.
Après la « Grande Guerre », l'OTL n'échappe pas non plus aux difficultés financières. À partir du 30 mai 1923, elle n'est plus que concessionnaire du réseau, la ville de Lyon se portant garant des emprunts contre le respect de certaines contraintes.
Les difficultés financières continuent pour l'OTL et le matériel ainsi que les installations fixes deviennent la propriété du Syndicat des Transports en Commun de la Région Lyonnaise (STCRL) constitué le 25 février 1942. L'OTL n'est plus alors que fermière du réseau pour une durée de 25 ans et ce, rétroactivement à dater du 1er janvier 1941. Le syndicat des TCRL, présidé par le préfet du Rhône et constitué de trois représentants de la ville de Lyon et de trois du département du Rhône, devient l'autorité organisatrice du réseau et sa première décision est d'intégrer la ligne du tramway de Lyon à Neuville au réseau de l'OTL.
Le contrat d'affermage de 1942, qui expirait le 31 décembre 1966, est prolongé d'un an mais si l'OTL se succède à elle-même pour 10 ans de plus, elle doit changer de conseil d'administration et de sigle, devenant ainsi le 1er janvier 1967 la Société TCL, filiale du groupe Transexel. Cette date marque aussi la fin du monopole, le syndicat des TCRL se réservant le droit de retirer des lignes au fermier pour les concéder à d'autres entreprises.
Le 6 juillet 1971, après redéfinition du périmètre des transports en commun, le syndicat des TCRL devient l'autorité organisatrice à l'intérieur du périmètre de la COURLY, crée en 1969.
Le 1er janvier 1974, le monopole de la desserte des communes de la COURLY est attribué par arrêté ministériel au syndicat des TCRL. Les lignes des cars Lafond (TUL) sont rachetées et leur exploitation est confiée à la société TCL, suivie le 2 mai suivant des lignes des cars Philippe desservant Saint-Priest.
Le nouveau contrat de concession de service public, d'une durée de 10 ans, fut renouvelé au 1er janvier 1977, mais la société TCL prit alors le nom de SLTC (Société lyonnaise de transports en commun) pour distinguer l'exploitant de la marque du réseau, propriété du Syndicat des TCRL. En 1981, Transexel sera racheté par le groupe VIA-GTI, filiale de la Compagnie de navigation mixte et la SLTC devient donc une filiale de ce groupe.
En 1995, VIA-GTI entre dans le groupe Paribas. Celui-ci décide en 1999 de se désengager en cédant cette société au groupe SNCF déjà propriétaire de Cariane, spécialisée dans le transport routier de voyageurs. VIA-GTI fusionnera avec Cariane et deviendra le groupe Keolis le 4 avril 2001.
La SLTC sera reconduite comme exploitante jusqu'au 31 décembre 2004. Pour le renouvellement de la délégation de service public en 2004, le SYTRAL avait retenu deux offres concurrentes : celle de l'exploitant sortant et celle du groupement Transdev-RATP. Comme la RATP ne peut, de par la loi, ni être mise en concurrence dans son fief parisien, ni postuler à une autre délégation de service public, la régie a cherché à étendre son domaine d'activité en France comme à l'étranger par le biais de cette filiale. Keolis Lyon a finalement été reconduit comme exploitant pour 6 ans à compter du 1er janvier 2005 et le 1er juillet 2005, la SLTC devient Keolis Lyon.
Le 1er janvier 2007, le Grand Lyon intègre les communes de Givors et Grigny ainsi que les 5 lignes du réseau Gibus, géré par la Société des transports de Givors (STG) crée en 1984, qui devient Keolis Givors et devient une filiale de Keolis Lyon.
Le 8 janvier 2010, Keolis a été de nouveau choisi comme exploitant du réseau à compter du 1er janvier 2011 face à ses concurrents Veolia Transport et Transdev. L'exploitation des lignes de l'ancien réseau Gibus par Keolis Givors, qui disparaît cette année-là, cesse à la suite de cette nouvelle délégation de service public, la nouvelle délégation prenant en compte la gestion de ces lignes.
Ces délégations de service public ne se font pas sans heurts : le service TCL est très perturbé en 2008 et en 2009, lors d'événements forts comme le jour de la visite de la délégation européenne visant à choisir la capitale européenne de la culture 2013 ou le jour même de l'examen du baccalauréat de la session 2009, le 18 juin 2009. Le mouvement résulte d'un désaccord apparu en juin 2008 entre Keolis et les Syndicats des transports. Bernard Tabary, directeur général de Keolis Lyon a en conséquence fait part de son intention de « dénoncer les accords et usages » en vigueur dans l'entreprise et ainsi marquer une rupture avec près de 300 accords sociaux établis depuis les années 1970 ainsi que de « mettre l'entreprise en conformité avec de nouveaux décrets et adapter le réseau à la demande des usagers ». Après un an d'âpres discussions, un accord sur les salaires et l'organisation du travail avait été soumis, en juillet 2010, aux syndicats, lesquels refusent de signer. Selon eux, Keolis Lyon cherche à réduire ses coûts de fonctionnement au dépit de l'organisation du temps de travail des agents. Toujours selon les syndicats, la recherche d'économies est liée à l'appel d'offre visant à désigner le prochain gestionnaire du réseau de transport de la ville.

#### Organisation
Mandaté par une délégation de service public de l'autorité organisatrice de transports qu'est le SYTRAL en vigueur depuis le 1er janvier 2011 et jusqu'en 2016, Keolis Lyon est chargé de l'exploitation du réseau, dont elle peut en sous-traiter certaines lignes.

#### Missions
Sa principale mission est d'exploiter le réseau TCL, mais elle doit aussi :
- Rendre compte de l'exploitation ;
- S'engager sur des objectifs annuels de recettes ;
- Gérer le patrimoine du SYTRAL et l’assister dans son rôle de maître d'ouvrage.

#### Données financières
Le chiffre d’affaires en 2013 est de 370 752 300 euros, en hausse de 4,76 % par rapport à 2012, où Keolis Lyon avait enregistré un chiffre d'affaires de 353 902 100 euros.
Le résultat net est de - 52 000 euros en 2013, contre - 5 820 400 en 2006.
Au 31 décembre 2013, l’endettement net du groupe atteignait 100 402 600 euros. Le montant des capitaux propres atteignait 7 474 000 euros.

### Sous-traitants
Keolis Lyon sous-traite l'exploitation de certaines lignes régulières et la totalité des lignes scolaires du réseau TCL. La sous-traitance est attribuée à plusieurs sociétés de transports de la région :
- Sociétés assurant des lignes régulières et scolaires :
  - Berthelet ;
  - Keolis Autocars Planche ;
  - Transdev Rhône-Alpes ;
  - Cars Faure ;
- Sociétés assurant uniquement des lignes régulières :
  - Taxis Dubouchet ;
- Sociétés assurant uniquement des lignes scolaires :
  - Les Courriers rhodaniens ;
  - Maisonneuve ;
  - Philibert Transport ;
  - VFD.

## Aménagements réalisés depuis 2001

### Plan de mandat 2002-2008
- Création de la ligne de trolleybus C1 entre la gare de La Part-Dieu et la Cité internationale de Lyon en octobre 2006 ;
- Création de la ligne de trolleybus C3 entre la gare de Saint-Paul et Vaulx-en-Velin en octobre 2007 ;
- Prolongement de la ligne de tramway T1 de la gare de Perrache à La Confluence en septembre 2005 ;
- Prolongement de la ligne de tramway T2 de la Porte des Alpes à Saint-Priest en octobre 2003 ;
- Création de la ligne de tramway T3 entre la gare de La Part-Dieu et Meyzieu en décembre 2006 ;
- Prolongement de la ligne de métro A à Vaulx-en-Velin - La Soie en octobre 2007.

### Plan de mandat 2008-2014
- Prolongement de la ligne de métro B à Gare d'Oullins en décembre 2013 ;
- Prolongement de la ligne de trolleybus C1 de la Cité internationale de Lyon à Caluire-et-Cuire en janvier 2011 ;
- Création de la ligne de trolleybus C2 entre la gare de La Part-Dieu et Rillieux-la-Pape en août 2011, en même temps que la mise en place du projet Atoubus consistant à la restructuration du réseau d'autobus ;
- Prolongement de la ligne de tramway T1 de La Confluence à la station de métro Debourg en février 2014 ;
- Aménagements et prolongement de la ligne de tramway T3 à Meyzieu en juin 2014 ;
- Création de la ligne de tramway T4 entre les Minguettes et Jet d'Eau - Mendès France en avril 2009 et son prolongement au campus universitaire de La Doua en septembre 2013 ;
- Création de la ligne de tramway T5 entre Grange Blanche et Eurexpo en novembre 2012 ;
- Création d'un ascenseur permettant la mise en accessibilité du quai direction Vaulx-en-Velin - La Soie de la station Ampère - Victor Hugo de la ligne de métro A en mars 2015.

Ces projets font suite à la réalisation, des lignes de tramway T1 et T2 qui permettent notamment de relier les principaux pôles universitaires, le campus de la Doua à Villeurbanne, le campus des Berges du Rhône dans le centre-ville, le campus de Bron de l'université Lumière-Lyon-II et le campus pour le médical et paramédical de Grange Blanche.
Une bonne part des projets qui ont suivi ont pour objectif de relier au centre de l'agglomération de grands quartiers d'habitat social, comme Vaulx-en-Velin avec la ligne C3, Décines et Meyzieu avec la ligne T3, Saint-Priest avec la ligne T2, Rillieux-la-Pape avec la ligne C2 et les Minguettes à Vénissieux avec la ligne T4.

### Plan de mandat 2015-2020
- La desserte du Parc Olympique lyonnais par le tramway via un débranchement de la ligne T3, effective depuis le 9 janvier 2016.
- La création de la ligne de tramway T6 (prévu à l'origine comme un prolongement du T1) entre Debourg et les Hôpitaux Est via le quartier Mermoz et le trajet de la ligne de bus C22 en 2019.
- La création d'un site propre de la ligne de trolleybus C3 entre le pont Lafayette et le pôle d'échanges Laurent Bonnevay afin d'améliorer sa régularité d'ici 2019 (prévu à l'origine dans le plan de mandat 2008-2014).
- Le prolongement de la ligne B du métro de Gare d'Oullins au Centre hospitalier Lyon Sud à Saint-Genis-Laval, en construction depuis 2018 pour une mise en service prévue en 2023[94].
- L'automatisation et le renouvellement du matériel roulant de la ligne B, ainsi que le renouvellement du système de pilotage automatique de la ligne D[95].
- Le prolongement de la ligne de tramway T2 de Perrache à Hôtel de Région - Montrochet[96], par l'aménagement des voies de la ligne du T1, en construction depuis 2020 pour une mise en service début 2021.

## Avenir du réseau

### Plan de mandat 2021-2026
Le plan de mandat 2021-2026 de SYTRAL Mobilités prévoit un investissement de 2,55 milliards d'euros pour le développement et la création de lignes de transports.

#### Extensions du réseau de tramway
- T6 nord : Le prolongement de la ligne T6 de Hôpitaux Est - Pinel à La Doua - Gaston Berger, complétant une boucle avec la ligne T1 et passant notamment par Gare de Villeurbanne et Gratte-Ciel[98],[99]. Ce prolongement finalisera l'axe fort A7 du PDU.
- La création d'une nouvelle ligne T9 entre La Soie et Charpennes. Cette ligne doit desservir Vaulx-en-Velin en son sud (Carré de soie) et son centre (hôtel de ville, Mas du Taureau) et le nord de Villeurbanne (Saint-Jean, les Buers, La Doua). La ligne fera environ 12 km, dont 9 km d'infrastructures nouvelles, avec 12 stations et un temps de parcours d'environ 36 minutes[100].
- La création d'une nouvelle ligne T10 entre Gare de Vénissieux et Halle Tony Garnier via la commune de Saint-Fons et Stade de Gerland. La ligne fera 8 km, avec 14 stations et un temps de parcours de 25 minutes[101].
- Le projet de créer une nouvelle ligne T8 entre Bellecour et La Part-Dieu n'est finalement pas poursuivi. Selon le tracé projeté, cette ligne devait emprunter en grande partie des voies déjà existantes, et nécessiter uniquement la construction d'un débranchement de la ligne T1 depuis la rue Servient, à partir de son virage au carrefour Servient-Liberté (entre les stations Saxe-Préfecture et Liberté) et jusqu'à Bellecour[102].

#### Création d'une ligne de bus à haut niveau de service (BHNS)

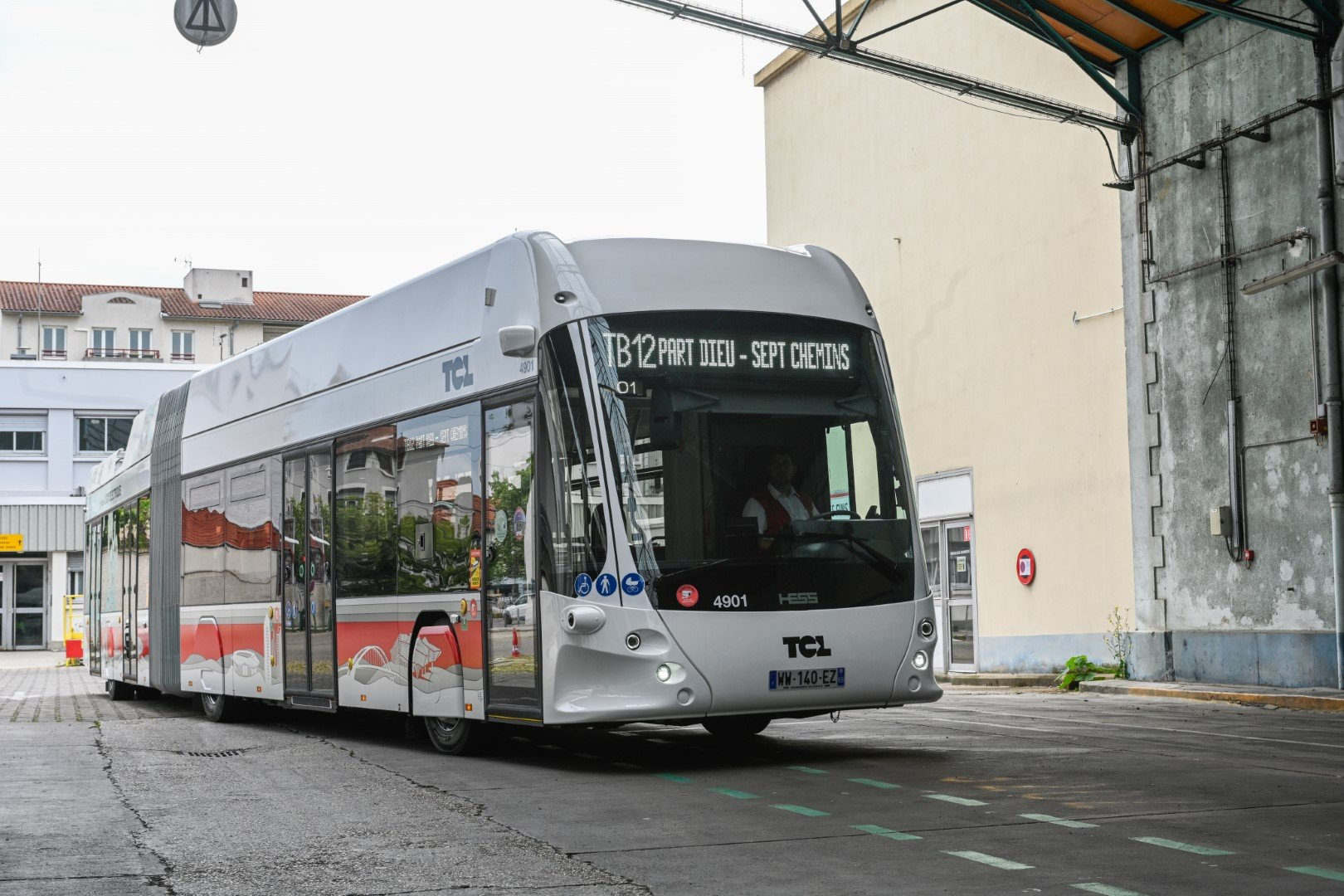

Le plan de mandat 2021-2026 prévoit la création d'une ligne de bus à haut niveau de service exploitée en trolleybus articulés entre La Part-Dieu et les Sept Chemins, pôle situé à la croisée des communes de Bron, Vaulx-en-Velin et Décines-Charpieu.
Cette ligne desservira notamment l'intégralité de la route de Genas, un long axe est-ouest qui traverse plusieurs communes (Lyon 3e, Villeurbanne, Bron, Vaulx-en-Velin) et aboutit aux Sept Chemins à l'ouest. Le parcours de cette ligne sera quasiment identique à celui de l'actuelle ligne de bus 25 qui relie également La Part-Dieu aux Sept Chemins mais ne dessert qu'une partie de la route de Genas.
Cette ligne sera exploitée avec des trolleybus électriques, sur des voies de bus réservées et avec la priorité sur les feux tricolores aux intersections, elle sera dénommée TB12 (TramBus12).

#### Création d'une navette fluviale sur la Saône
Une navette fluviale nommée Navigône a été lancée en juin 2025 sur la Saône entre les stations Vaise Industrie et Confluence, avec deux stations intermédiaires Quai Saint-Vincent et Terrasses de la Presqu'île - Quai Saint-Antoine. La fréquence de passage des navettes doit progressivement augmenter entre juin 2025 et avril 2026, avec l'introduction progressive de 4 bateaux électriques au lieu de 2 bateaux thermiques initialement.

#### Projet avorté de création d'une ligne de transport par câble
Dans les projets du mandat de 2021-2026, le SYTRAL avait également annoncé la création et la réalisation d'une ligne de transport par câble entre le 7e arrondissement et Francheville. Le projet a suscité de nombreuses oppositions au sein des élus de la douzième circonscription du Rhône, notamment auprès maires de Sainte-Foy-lès-Lyon, Francheville, La Mulatière, Tassin-la-Demi-Lune et Pierre-Bénite qui souhaitent en substitution la création d'une nouvelle ligne de métro (la ligne E), finalement transformée en projet "tramway express", avec une section semi-enterrée, entre Ménival et les quais de Saône. À la suite de la concertation ayant eu lieu à la fin de l'année 2021, le projet de téléphérique a finalement été abandonné en mai 2022.

#### Réorganisation de diverses lignes de bus
Plusieurs lignes de bus desservant les pôles de Bellecour, Cordeliers et Hôtel de Ville connaîtront des réorganisations en 2025 en lien avec le projet Presqu'île à vivre porté par la métropole de Lyon, la ville de Lyon et SYTRAL Mobilités :
- Nouvel itinéraire pour les lignes C3, C13, C14 et C18 qui ne desserviront plus Hôtel de Ville et passeront désormais par les quais de Saône et la rue Grenette pour rejoindre Cordeliers. La ligne C18 a donc un nouveau terminus à Cordeliers au lieu de Hôtel de Ville.
- Création de la ligne C23 reliant Cité Internationale à Flachet - Alain Gilles en passant par Hôtel de Ville, Cordeliers et La Part-Dieu. Cette ligne exploitée avec les trolleybus articulés vise à renforcer la ligne C3 sur sa partie centrale et remplacer la ligne C5 entre Cordeliers et Cité Internationale.
- Fusion des lignes C4 et C5 permettant de créer une ligne C5 reliant Rillieux Ostérode à Jean Macé avec des trolleybus articulés.
- Création de la ligne 59 permettant de conserver la liaison directe entre Cordeliers et Rillieux-la-Pape qui n'est plus assurée par la ligne C5.
- Nouveau terminus des lignes C20, C20E et 40 à Bellecour Saint-Exupéry au lieu de Bellecour Antonin Poncet, de sorte à ne plus contourner la place Bellecour.
- Nouveau terminus de la ligne 19 à Gare Saint-Paul au lieu de Hôtel de Ville. Un nouvel arrêt La Feuillée sera créé quai Saint-Vincent en correspondance avec les lignes C3, C13, C14 et C18 et pour conserver un arrêt à proximité de la station de métro Hôtel de Ville.

### Projets ultérieurs à l'étude
- La construction du tramway T8 entre Gare de Vénissieux et Vaulx-en-Velin - La Soie pour 2030.
- Le Tramway express de l'ouest lyonnais pour prolonger le tramway T2 entre Hôtel de Région - Montrochet et Alaï pour 2032, en remplacement d'un projet de ligne de métro[108] entre Alaï et Bellecour voire la Part-Dieu.
- La construction d'une ligne de tramway ou de BHNS (bus à haut niveau de service) entre la Part-Dieu et Écully via la Gare de Vaise permettant de désengorger la ligne C6, troisième ligne de bus la plus fréquentée du réseau.